# 密西西比州
密西西比州（英語：State of Mississippi）是美國東南部及深南地區的一個州。北鄰田納西州，東接阿拉巴馬州，南鄰墨西哥灣，西南與路易斯安那州接壤，西北則與阿肯色州相鄰。密西西比州的西部邊界大致由密西西比河或其歷史河道所界定。該州在美國50州中，面積排名第32位，人口排名第35位，為全國人均收入最低的州。傑克森為州府及最大城市，而大傑克森地區則為人口最多的大都會區，2020年人口達591,978人。其他主要城市包括灣岸港、南海文、哈蒂斯堡、比洛克西、奧利夫布蘭奇、圖珀洛 、默里迪恩及格林維爾等。其郵政縮寫是MS。
密西西比州的歷史可追溯至公元前約9500年，當時古印第安人進入該地。其後發展出農耕社會、興起土丘文化，並進入密西西比文化的繁榮時期。歐洲人首次探索該地始於16世紀的西班牙人，17世紀則有法國殖民者進入。由於密西西比州位處密西西比河沿線，具有重要的經濟與戰略價值，特別是在棉花種植經濟蓬勃發展的南方地區。該州在南北戰爭前因奴隸制度支持的大型種植園經濟而一度富裕，卻也深陷奴隸制度與種族隔離問題。密西西比州於1817年12月10日成為第20個加入聯邦的州。至1860年，密西西比已是全美最大的棉花生產州，奴隸人口佔全州總人口的55%。1861年1月9日，該州宣布脫離聯邦，成為最早的七個美利堅邦聯國之一，這些州亦是美國境內奴隸制度最根深蒂固的地區。南北戰爭後，密西西比於1870年2月23日重新加入聯邦。
密西西比的政治與社會結構深受內戰、重建時期及民權運動影響。該州在美國民權鬥爭中扮演了關鍵角色，從重建時期至1960年代期間，長期由支持白人至上主義的保守派南方民主黨人主導政壇。
儘管已有所進展，密西西比至今仍面臨健康、教育與經濟發展等多方面挑戰，常在全國各項社會經濟指標中排名墊底。經濟方面，該州主要依賴農業、製造業及日益成長的觀光業，特別是以賭場與歷史景點為主。密西西比是美國飼養鯰魚的重要產地，亦為番薯、棉花與紙漿木材的重要生產州。其他經濟支柱包括高階製造業、公用事業、交通運輸與健康服務。
地理上，密西西比幾乎全境屬於墨西哥灣東部沿岸平原，多為低地平原與緩丘，州西北部則為密西西比三角洲地區。該州最高點為伍德爾山，海拔807英尺（246公尺），位於坎伯蘭高原邊緣；最低點為墨西哥灣海平面。氣候方面，屬於潮濕亞熱帶氣候。
密西西比州以宗教信仰深厚著稱，在全美各州中宗教虔誠度名列前茅。此外，該州是全美非洲裔人口比例第二高的地區。政治體制採傳統三權分立架構，在政治傾向上展現強烈保守價值觀。密西西比擁有豐富的文化遺產，特別是在音樂領域，其被譽為藍調音樂的發源地，對美國音樂發展具有深遠影響。

## 詞源
密西西比州之名源自流經其西部邊界的密西西比河。歐裔美國定居者以奧吉布瓦（Ojibwe）語「ᒥᓯ-ᓰᐱ」（misi-ziibi）命名，意為「大河」。

## 歷史
約公元前9500年，古印第安人（Paleo-Indians）抵達今日美國南部，當時以狩獵更新世末期滅絕的大型哺乳動物為主。在密西西比三角洲地區，原住民族在河岸高地建立定居點與農田，並進行局部開墾，對整體生態影響有限。
隨後的林地時期與密西西比文化時期，當地發展出以農業為基礎的複雜社會，並興建大型土墩建築，反映其政治與宗教體系。密西西比文化擁有橫跨北美的貿易網絡，其遺址至今仍分布於密西西比河與俄亥俄河流域。

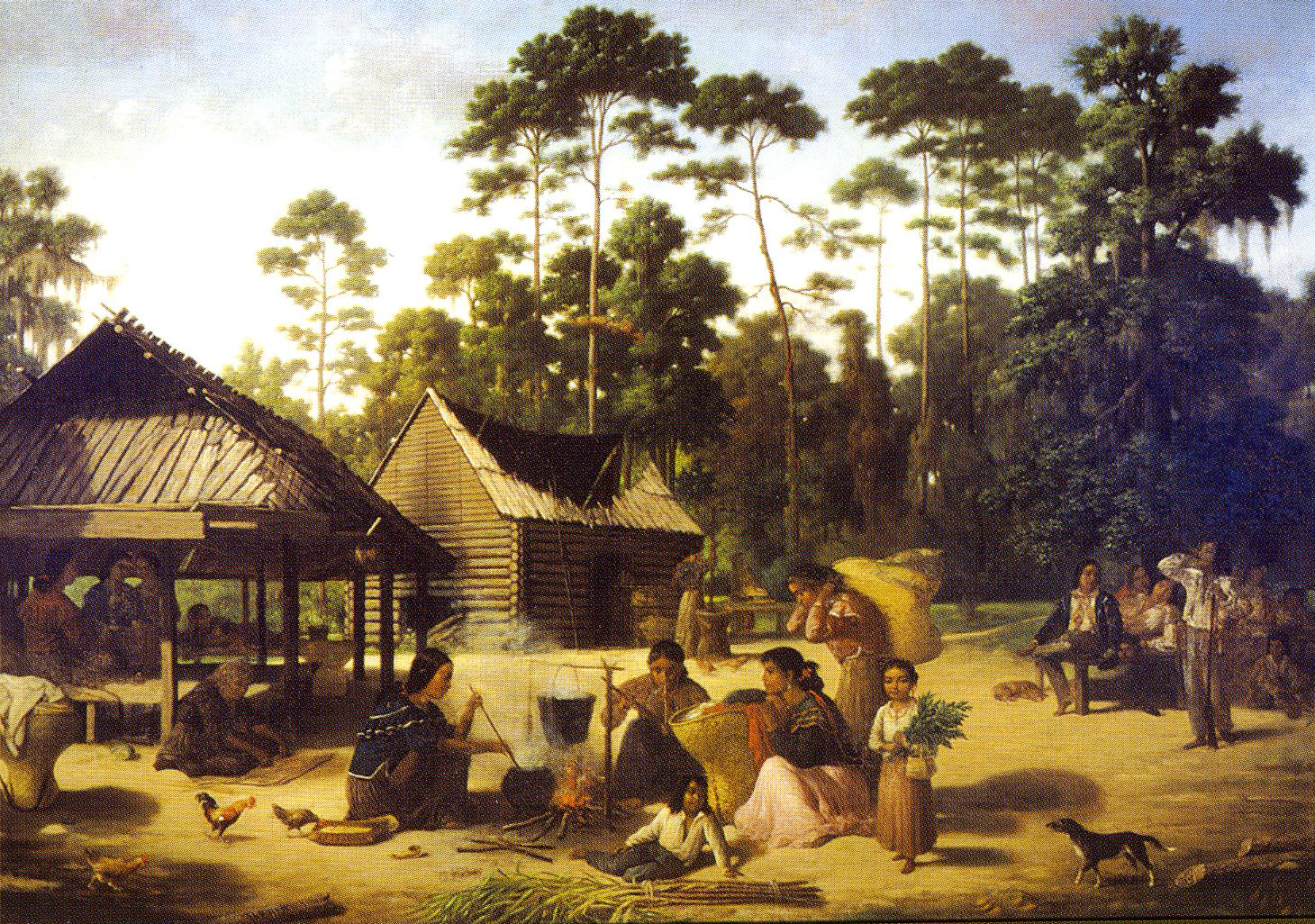
「位於謝方克特河附近的喬克托村莊」（Choctaw Village near the Chefuncte）, 由法蘭索瓦·貝爾納（Francois Bernard）於1869年創作，現藏於哈佛大學皮博迪博物館。畫中描繪婦女們正在製備染料，用以為製籃用的藤條上色

契卡索族與喬克托族為密西西比文化的後裔部族，其他歷史上居住於本地的部族包括納奇茲族、亞祖族與比洛克西族。
1540年，西班牙探險家埃爾南多·德·索托（Hernando de Soto）率隊穿越密西西比州東北部，為首支進入該地的主要歐洲探險行動。

### 殖民時期
1699年4月，法國殖民者皮耶·勒穆瓦納·迪比爾維爾（Pierre Le Moyne d'Iberville）在今密西西比州海灣沿岸的奧申斯普林斯附近建立莫雷帕堡（Fort Maurepas），為該地首個歐洲人定居點。1716年，法國人在密西西比河畔建立納奇茲鎮（今屬納奇茲市），以羅莎莉堡（Fort Rosalie）為中心，成為當地的主要貿易據點。法國將這一廣大地區稱為「新法蘭西」，而西班牙則聲稱對包括今阿拉巴馬州南部部分地區及整個佛羅里達地區擁有主權。

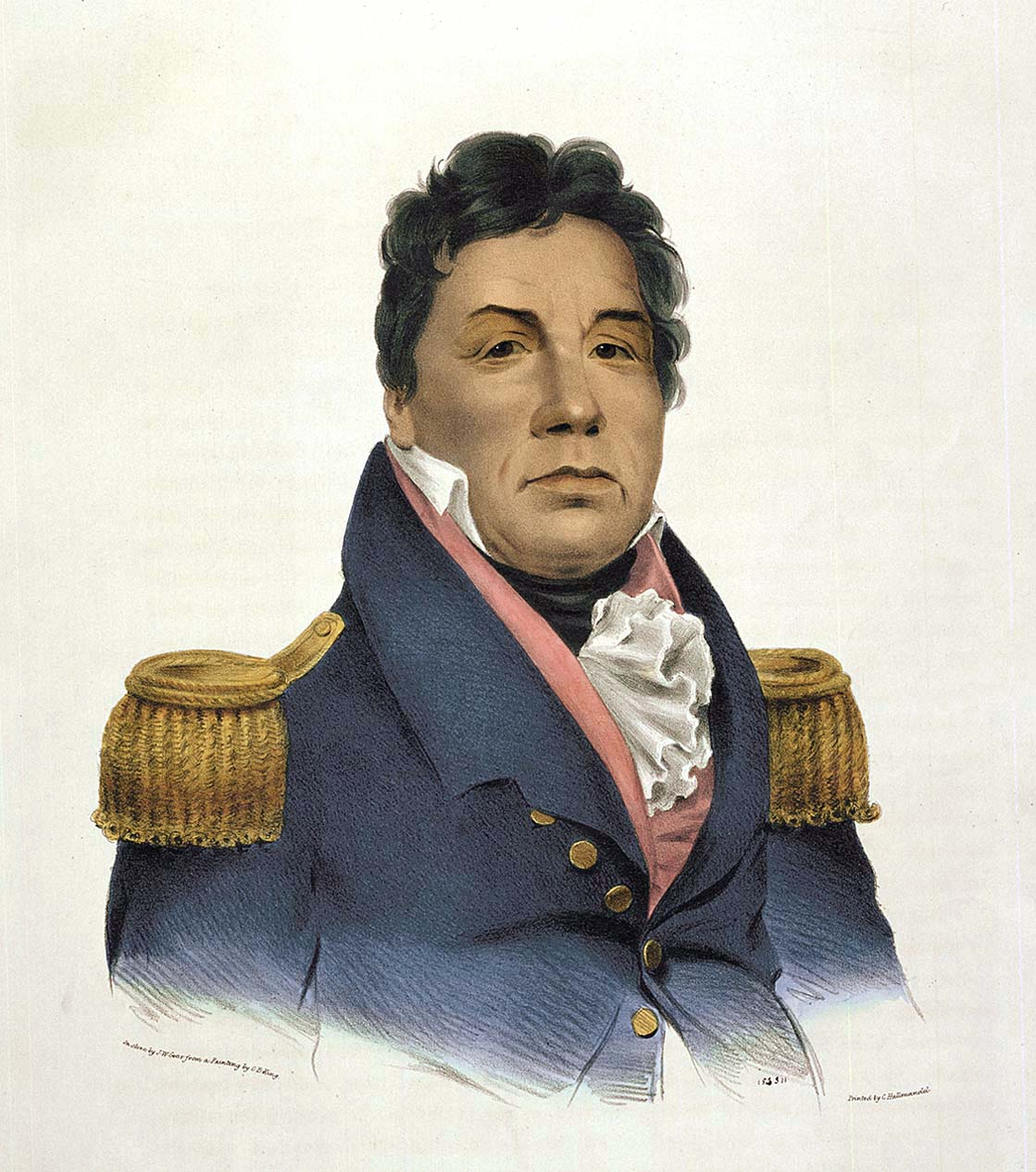
普什馬塔哈，喬克托族的主要酋長

殖民時期，歐洲殖民者（主要為法國人與西班牙人）引進非洲奴隸從事現金作物種植。法、西殖民政權下形成了「自由有色人」（gens de couleur libres）階層，他們多為歐洲殖民男性與非洲女性（自由或奴隸）後裔。殖民初期歐洲移民多為男性，即便後期有更多歐洲女性遷入，與非洲或混血女性的聯姻仍然常見。許多歐洲父親會資助混血子女受教育或習藝，有時亦會解放其母子並賦予財產。這些自由有色人憑藉社會資本成為技藝工匠、商人或地產持有者，形成介於歐洲人與奴隸非洲人之間的中間階層，雖人數不如路易斯安那州新奧爾良的自由黑人社群龐大，仍具一定規模。
七年戰爭結束後，根據1763年「巴黎條約」，英國取得法國在密西西比地區的領土，並控制密西西比河以東的伊利諾伊地區與魁北克地區。
1783年「巴黎和約」簽訂後，密西西比南部三分之一地區劃歸西屬西佛羅里達。美國於1819年簽署「亞當斯—奧尼斯條約」，正式獲得整個西佛羅里達及東佛羅里達地區，並於1822年將兩地合併為佛羅里達領地。

### 美國領土時期
美國獨立戰爭（1775年－1783年）結束後，英國將該地區割讓給新成立的美利堅合眾國。1798年4月7日，聯邦政府根據喬治亞州與南卡羅來納州讓渡的領土設立密西西比領地。這兩州的原始殖民憲章理論上將其西部邊界延伸至太平洋。密西西比領地後來經兩次擴張，涵蓋美國與西班牙皆主張擁有的爭議領土。
1800年至1830年間，美國政府透過與原住民部族簽署條約取得部分土地，以供歐裔美國人定居。這些新移民大多來自其他南方州，尤其是弗吉尼亞州與北卡羅來納州，因當地土壤已嚴重退化。隨著移民持續侵佔喬克托族土地，聯邦政府亦面臨排除原住民的壓力。1830年9月27日，美國政府與喬克托族簽署「跳兔溪條約」（Treaty of Dancing Rabbit Creek），喬克托人同意出讓位於密西西比與阿拉巴馬的傳統領地，換取補償並遷往印地安領地（今奧克拉荷馬州）。此舉使大片土地對歐裔移民開放。
條約第十四條規定，選擇留在原地的喬克托族人可申請成為美國公民，視為自願放棄部族成員身分。他們是第二個大規模接受美國公民身分的原住民族群（第一為部分切羅基人）。今日，其後裔約有9,500人，自認為喬克托族，主要居住於內肖巴、紐頓、利克與瓊斯等縣。密西西比喬克托族樂團於20世紀重新組織，並獲得聯邦政府承認為官方部族。
南方種植園主普遍攜帶大量非洲裔奴隸南下，或於新奧爾良等地透過國內奴隸貿易購買。據估計，約有近百萬名奴隸透過這種內部遷移被強迫送往密西西比等深南地區，導致許多上南部的奴隸家庭破碎。南方各州亦訂立奴隸法規，限制自由黑人權利。
自1822年起，密西西比法律開始禁止奴隸主對奴隸施以殘酷與異常的刑罰。南方奴隸法普遍將故意殺害奴隸列為違法行為。[23] 例如，1860年密西西比州的「奧利弗訴州案」（Oliver v. State）即控告一名男子謀殺自己名下的奴隸

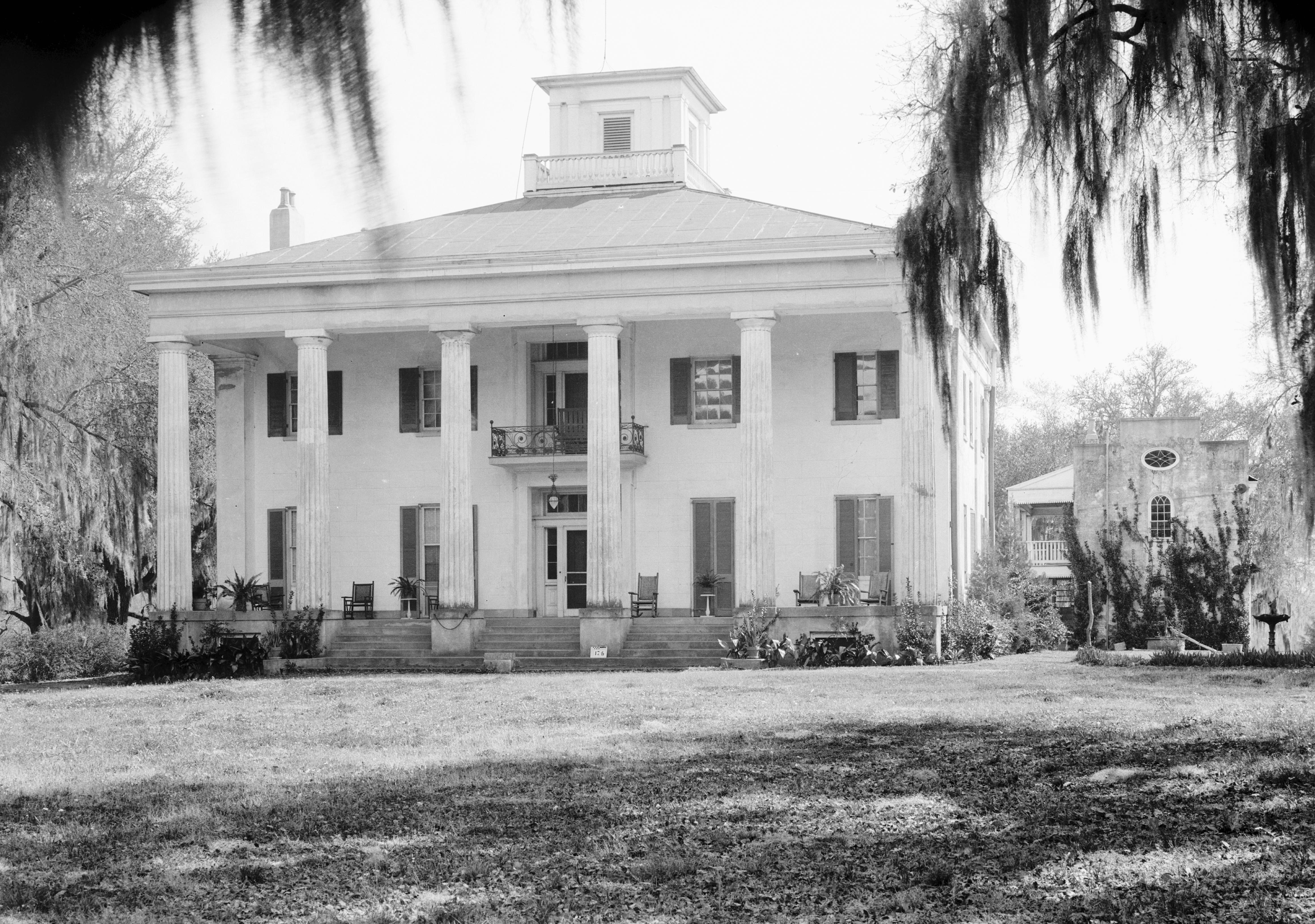
D'Evereux大宅位於納奇茲，建於1840年，現列入美國國家史蹟名錄。

### 建州後至美國內戰前
密西西比於1817年12月10日成為美國第20個州，首任州長為大衛·福爾摩斯（David Holmes）。當時仍有多個原住民族居住，包括喬克托族、納奇茲族、胡馬族、克里克族與奇克索族。
早期種植園主要沿密西西比河等大河開發，依賴蒸汽船運輸。河岸地區因交通便利與土壤肥沃，成為經濟發展核心。內陸原住民土地則透過條約逐步被收購，至1826年喬克托族與奇克索族停止土地出售後局勢趨於緊張。
1829年，州議會廢除喬克托部落政府；1830年，「印第安人遷移法案」與「跳兔溪條約」實施，迫使該族遷徙至奧克拉荷馬，史稱「眼淚之路」。
19世紀中葉，棉花價格高漲，種植園主利用奴隸勞力致富，特別是在三角洲與黑帶地區。大量資本被用於擴大種植與購買奴隸。奴隸制度成為州內政治與經濟的核心。至1860年，州內非洲裔奴隸人口達43萬餘人，占總人口55%，而自由黑人不足千人。當時內陸地區多未開發，重建時期後才逐步由自由黑人與白人移民開墾。

### 南北戰爭至19世紀末
1861年1月9日，密西西比州成為美國第二個宣布脫離聯邦的州，並成為美利堅聯盟國的創始成員之一。最早脫離聯邦的六個州皆為奴隸人口最多者。戰爭期間，聯邦與邦聯部隊爭奪密西西比河控制權，因其對補給與商業極為關鍵。約有超過8萬名密西西比人為邦聯作戰，另有約1.7萬名非裔與545名白人加入邦聯軍隊。該州東北角與瓊斯縣等地存在聯邦派勢力，尤以牛頓·奈特領導的「瓊斯自由州」最為著名。1863年，格蘭特將軍（Hiram Ulysses Grant）對維克斯堡的長期圍攻最終使聯邦軍掌控密西西比河。

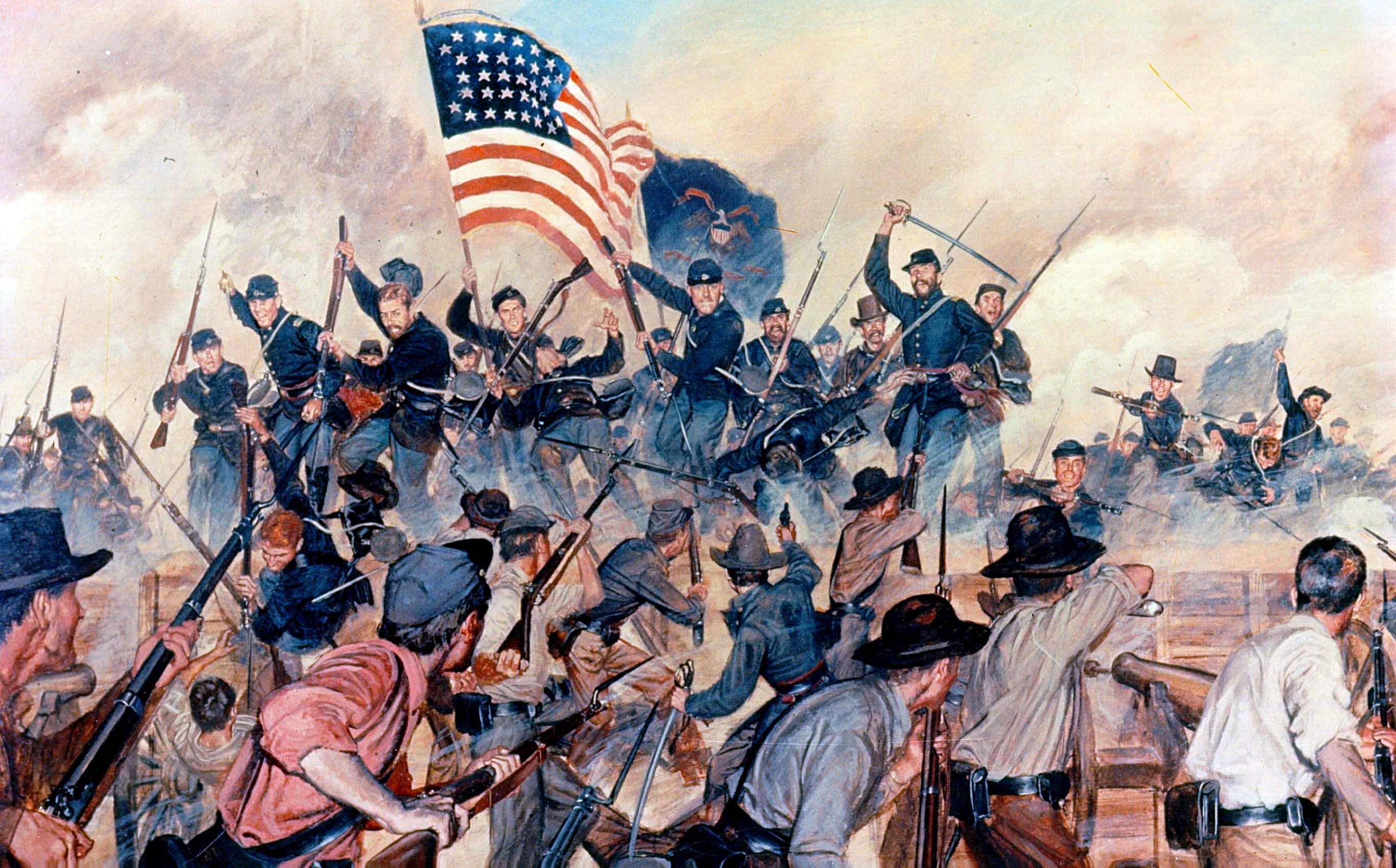
邦聯防線，維克斯堡，1863年5月19日。圖中描繪的是美國第13步兵團第1營對邦聯防線發動的突擊行動。

戰後，非裔美人開始自組教會，脫離白人主導的美南浸信會，成立獨立的浸信會教會。1895年，非裔浸信會在各州建立聯會，並創立全國性宗派。非裔衛理宗教會如非洲衛理公會與非洲衛理公會錫安教會亦向南方派遣傳教士，迅速吸引大量信徒。
重建時期，密西西比州於1868年召開首屆制憲會議，100名代表中有17名非裔，採納普選權並廢除財產資格要求，建立該州首個公立教育體系，並保障民權。1870年2月23日，密西西比州重返聯邦。
由於密西西比三角洲仍有大量尚未開墾的沃土，內戰後吸引大量移民湧入。許多自由黑人在19世紀末擁有土地，至1900年，約三分之二的地區地主為非裔。不過，隨棉花價格暴跌，許多人最終因債務問題失去土地。

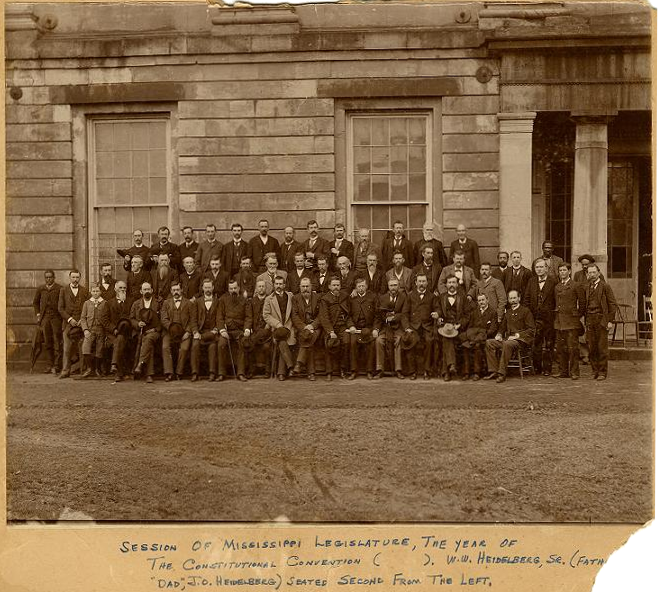
1890年密西西比州州議會。

1875年，民主黨透過組織武裝如「紅衫軍」，在白人至上主義驅動下，以暴力手段打壓共和黨與黑人選民，並在至少15起騷亂中殺害多達150名黑人。此手法被稱為「密西西比計畫」，為南方其他州仿效。1877年，聯邦軍隊撤出南方，重建結束。
雖然如此，部分黑人仍持續當選地方官員。然而1890年，州憲法修正案實施選民登記限制與選舉制度設限，大量黑人及貧困白人遭剝奪投票權，黑人從此喪失政治權力。據估計，此舉導致10萬名黑人與5萬名白人被排除於選民名冊之外。
政權丟失與經濟限制，使非裔美人在信用與土地所有方面愈加困難。伴隨種族隔離（吉姆·克勞法）與暴力升高，19世紀末至1930年間，密西西比州發生多起私刑事件。

### 20世紀至今

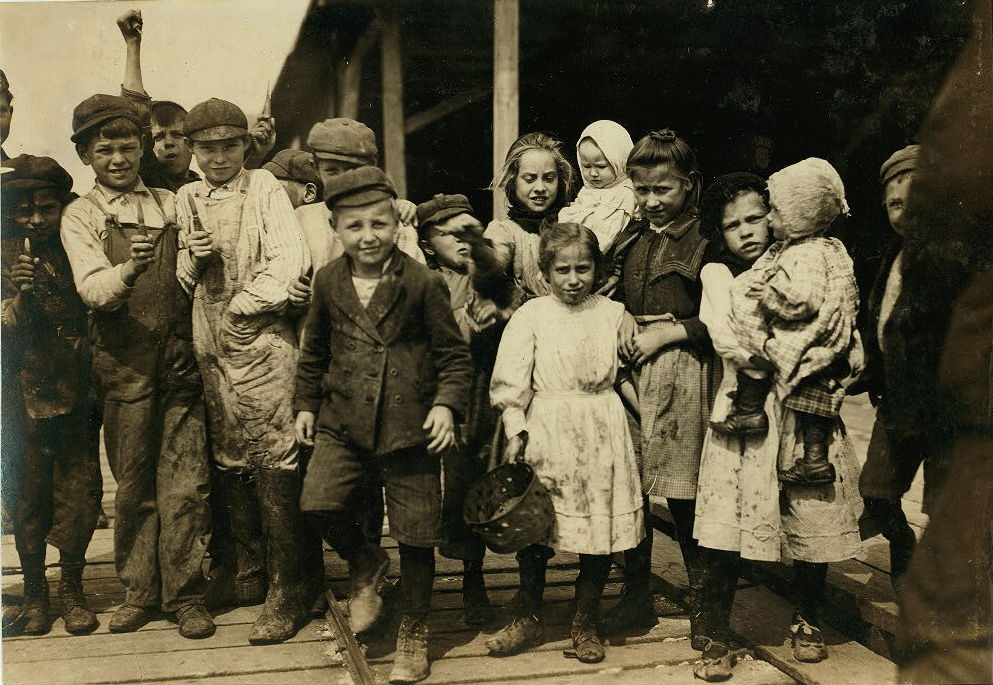
兒童工人，攝於1911年密西西比州帕斯克里斯琴，由路易斯·海因拍攝。

1900年時，非裔美國人佔密西西比州總人口超過一半。然而到1910年，三角洲地區多數非裔農民已失去土地，淪為佃農。至1920年，自由三代後，多數非裔居民再次成為無地農工，陷入貧困。自1913年起，數以萬計的非裔密西西比人參與「大遷徙」，北上前往聖路易斯、芝加哥、底特律、克里夫蘭、費城與紐約等工業城市，尋求就業機會、子女教育、選舉權及較少的種族歧視。在1910至1940年間的遷徙中，密西西比的非裔居民多數搭乘列車前往芝加哥，並聚居於前鄰近社區。
1912與1913年棉花歉收、嚴重水災及棉鈴象甲的侵害，加劇非裔社群困境。掌握選舉與信貸系統的白人種植園主趁機收購非裔土地，擴張三角洲地產，並受惠於州府資助的鐵路建設。非裔社區同時面臨暴力威脅，包括私刑、槍擊與教堂縱火。1923年，全國有色人種促進協會（NAACP）指出：「非裔密西西比人深感生命毫無保障，稍有衝突即可能被白人隨意奪命。」

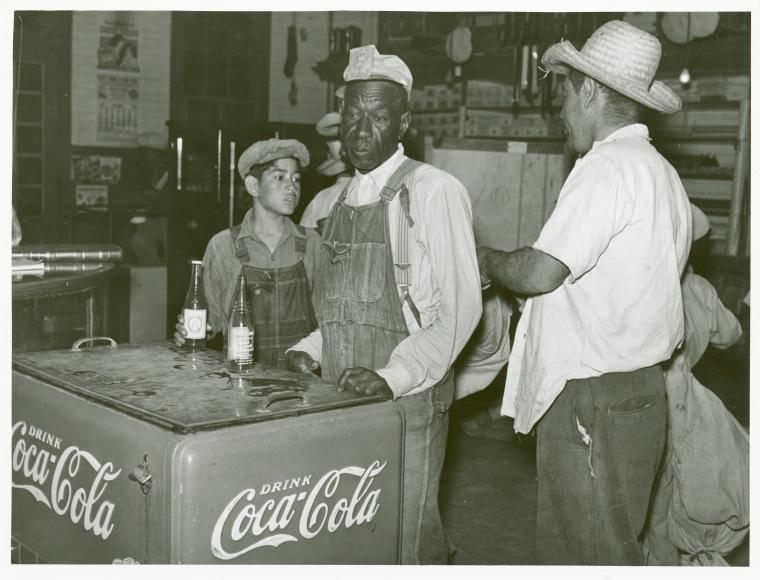
墨西哥裔美國男孩與非裔美國男子，攝於1939年密西西比州珀斯郡的諾爾頓種植園，由瑪麗昂·波斯特·沃爾科特拍攝。

在密西西比州克拉克斯代爾附近的「搖擺酒館」（Juke Joint）跳舞，攝於1939年，由瑪麗昂·波斯特·沃爾科特拍攝。

20世紀初，密西西比州雖逐步工業化，但工廠職缺主要限於白人，甚至包括童工。缺乏工作機會亦迫使部分白人南方人北遷，與歐洲移民競爭職位。州內仍以農業為主，但機械化令大量農工失業。
約自1900年起，部分白人牧師（特別是城市教區）響應「社會福音運動」，主張以基督教倫理應對社會與經濟問題，積極支持禁酒運動。1908年，州議會通過法案，使密西西比成為禁酒州。此狀況持續至1966年，州府通過「地方選擇」法案。[43]
非裔浸信會迅速發展，其信徒人數至1930年代已超越白人浸信會兩倍。非裔追求社會平權的訴求，在1930年代經濟大蕭條與1940年代二戰期間更為強烈。
自1940年代起，第二次「大遷徙」展開，至1970年止，近50萬人離開密西西比州，約四分之三為非裔。全美非裔人口迅速城市化，進入工業崗位。此次遷徙亦包括西岸地區，如加州，其國防產業提供大量高薪職缺。
密西西比州白人與非裔居民共同孕育美國重要音樂風格，包括福音、鄉村、爵士、藍調與搖滾，多數起源自密西西比三角洲。許多音樂家將這些風格帶往芝加哥，使其成為美國藍調與爵士重鎮。
1930年代後，非裔在州內轉為少數族群。1960年時，非裔約佔州人口42%。白人透過1890年制定的選舉制度持續剝奪非裔選舉權，即便後者已受良好教育。法院挑戰未見成效，直至20世紀末才逐步推動改變。二戰後，返鄉退伍軍人激發非裔社群爭取完整公民權，進一步組織維權運動。
民權運動深受宗教推動，教會提供志工與道德支持。密西西比成為黑人民權運動核心地區之一。1954年後，州政府成立「密西西比主權委員會」，由州長主持，表面上維護州形象，實際上監視並打壓民權行動。白人公民議會亦在各地成立，抵制公立學校整合。他們利用恐嚇、經濟制裁等方式，迫使教師與專業人士噤聲，包括開除職務與驅逐出租戶。
1964年夏，全國各地學生與社區組織者湧入密西西比州，協助登記非裔選民並創辦「自由學校」。當地亦成立「密西西比自由民主黨」，挑戰由白人壟斷的傳統民主黨。白人政治人物普遍反對改變，並有三K黨成員施加暴力，最著名為1964年「自由夏」中陳尼、古德曼與施維爾納被殺事件。此案促成1965年「選舉權法案」通過。當時密西西比因反動形象受到全國注目。
1964與1965年聯邦民權法案通過後，非裔逐步恢復選舉權與參政權。1967年，黑人民主黨與其他非裔候選人開始參選。霍姆斯縣教師羅伯特·G·克拉克成為自重建時期以來首位當選州眾議員的非裔，並於21世紀初連任至今，曾三度擔任州眾議院議長。
1966年，密西西比成為全美最後一個解除全面禁酒法的州。在此之前，州府仍對走私酒課稅。時任州長保羅·約翰遜曾親率警員突襲傑克遜鄉村俱樂部的嘉年華舞會，當場沒收香檳與酒品。
種族隔離與吉姆·克勞法廢除後，部分教會逐步整合，但多數仍按種族與文化分離，各自發展宗教傳統。戰後非裔成立獨立教會組織，特別是浸信會，至20世紀末已建立多個州級與全國性協會。然而，在如哈蒂斯堡等多元城市，部分教堂出現種族融合。
1969年8月17日，五級颶風卡蜜兒襲擊密西西比州海岸，造成248人死亡，損失達15億美元（1969年幣值）。
1984年，密西西比象徵性批准「美國憲法第十九修正案」，儘管該修正案早於1920年即生效，保障女性投票權。1987年，州政府廢除自1890年起禁止異族通婚的法律；1989年，取消種族隔離時期實施的人頭稅；1995年象徵性批准1865年廢奴的「美國憲法第十三修正案」。2009年，州議會通過廢除1964年頒布、1967年被判違憲的歧視性民權法案，由共和黨州長哈利·巴勃簽署生效。
2005年8月29日，雖已降為三級颶風，卡崔娜仍重創密西西比州整段海岸線，影響橫跨路易斯安那至阿拉巴馬的約145公里海岸。

密西西比州於2020年6月30日之前所使用的州旗，包含邦聯戰旗的圖案。

2020年6月30日，州長泰特·里夫斯簽署法案，正式撤除含有邦聯戰旗圖樣的密西西比州旗。新州旗「新木蘭旗」於2020年11月3日公投通過，並於2021年1月11日經州議會與州長簽署成為官方州旗。

## 地理

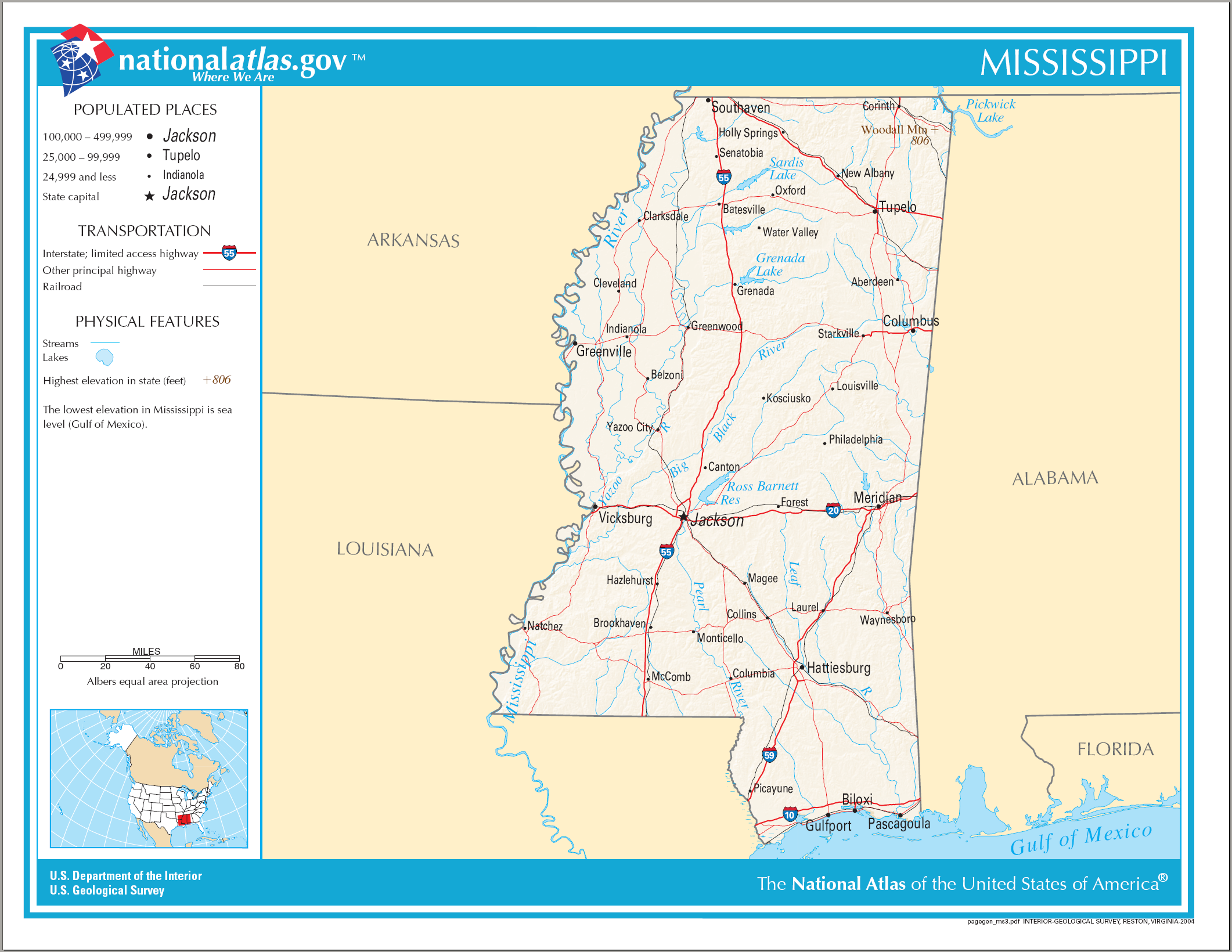
密西西比州地圖

密西西比州北接田納西州，東鄰阿拉巴馬州，南界路易斯安那州並擁有墨西哥灣狹長海岸線，西隔密西西比河與路易斯安那州和阿肯色州相望。
除密西西比河以外，州內主要河流包括大黑河（Big Black River）、珍珠河（Pearl River）、亞祖河（Yazoo River）、帕斯卡古拉河（Pascagoula River）與湯姆比比河（Tombigbee River）。主要湖泊則有羅斯·巴內特水庫（Ross Barnett Reservoir）、阿卡比特拉湖（Arkabutla Lake）、薩迪斯湖（Sardis Lake）與格瑞那達湖（Grenada Lake），其中以薩迪斯湖面積最大。
密西西比全境地勢低平，最高點為東北部的伍德爾山（Woodall Mountain），海拔807英尺（約246公尺）；最低點為墨西哥灣海平面。全州平均海拔約為300英尺（約91公尺）。
州內大部分地區屬東墨西哥灣沿岸平原（East Gulf Coastal Plain），地勢起伏緩和，包括南部的松林丘陵（Pine Hills）與中北部的北中丘陵地（North Central Hills）；東北部則有龐托托克嶺（Pontotoc Ridge）與落差線丘陵（Fall Line Hills），相對地勢略高。西部土壤多為黃褐色黃土層，東北部則為肥沃的黑土高地，延伸至阿拉巴馬州的黑帶地區（Black Belt）。
沿海地區有多個大型海灣，如聖路易灣（Bay St. Louis）、比洛克西灣與帕斯卡古拉灣，並以密西西比海灣（Mississippi Sound）與墨西哥灣隔開，該海灣受佩蒂博瓦島、霍恩島、東西雙船島、鹿島、圓島與貓島部分遮蔽。

密西西比三角洲地區地圖（綠色輪廓標示）

州西北部為密西西比三角洲地區（Mississippi Delta），屬密西西比沖積平原的一部分。該地區在維克斯堡以南地形較窄，向北逐漸展寬，土壤富含沖積的淤泥，極為肥沃。

### 美國國家公園管理局（National Park Service）管理的區域包括：
- 布賽斯交叉路國家戰場遺址（Brices Cross Roads National Battlefield Site），位於博德溫（Baldwyn）附近
- 墨西哥灣群島國家海岸（Gulf Islands National Seashore）
- 納奇茲國家歷史公園（Natchez National Historical Park），位於納奇茲
- 納奇茲蹤跡國家風景步道（Natchez Trace National Scenic Trail），位於土珀洛
- 納奇茲小道公路（Natchez Trace Parkway）
- 圖珀洛國家戰場遺址（Tupelo National Battlefield）
- 維克斯堡國家軍事公園與公墓（Vicksburg National Military Park and Cemetery）

### 主要城市與城鎮

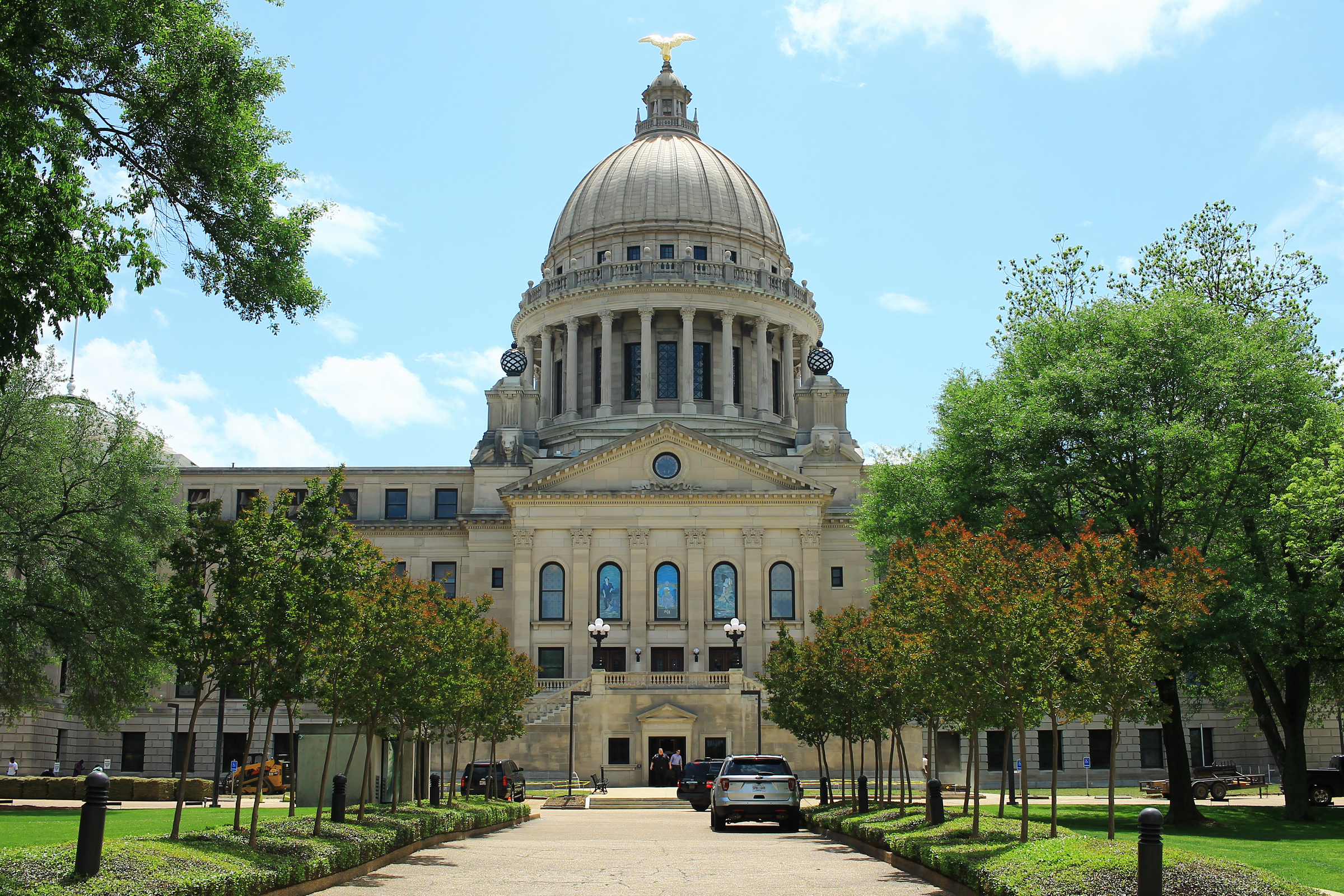
密西西比州政府大樓

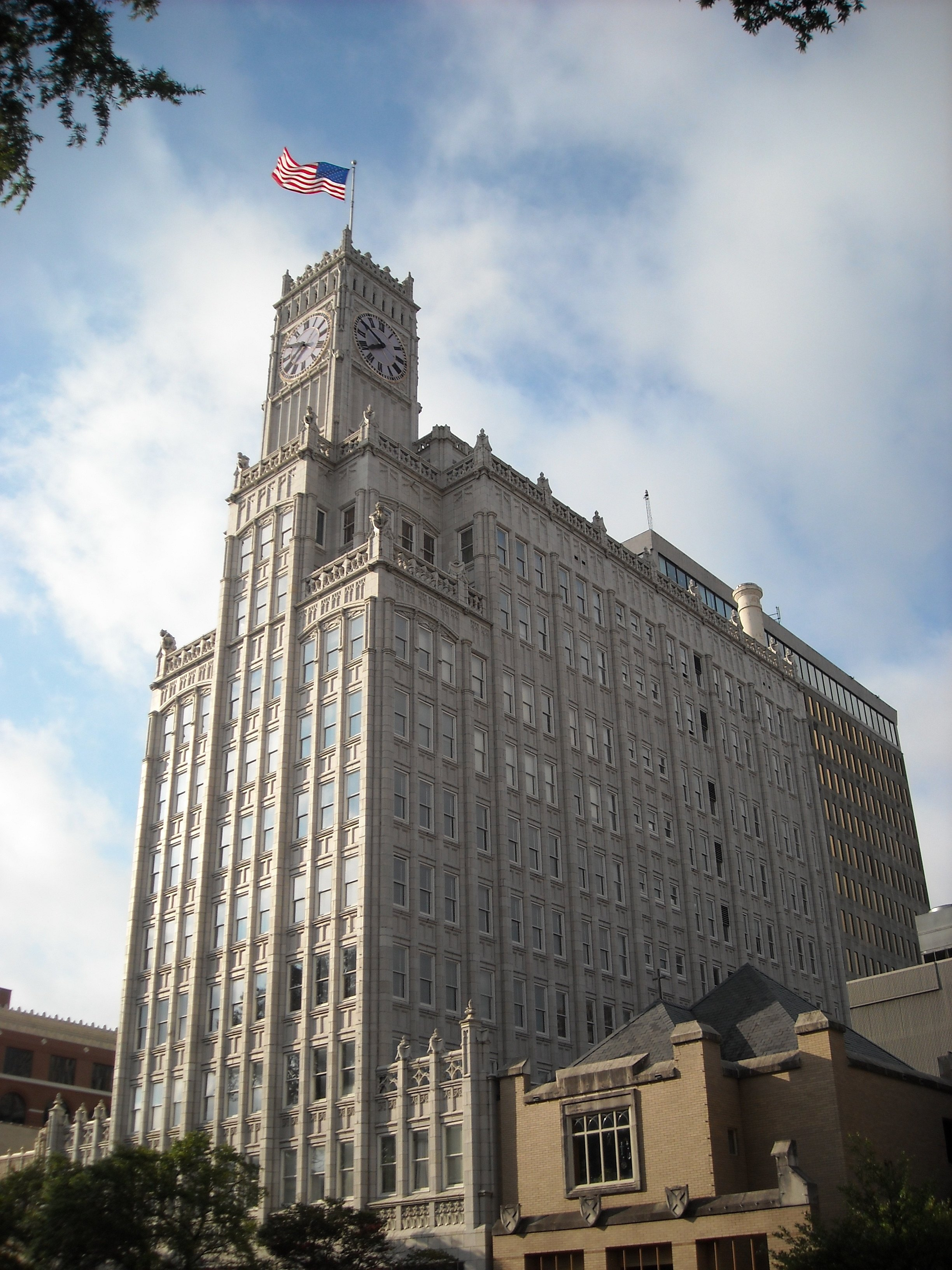
Lamar Life大樓，位於密西西比州傑克森市市中心

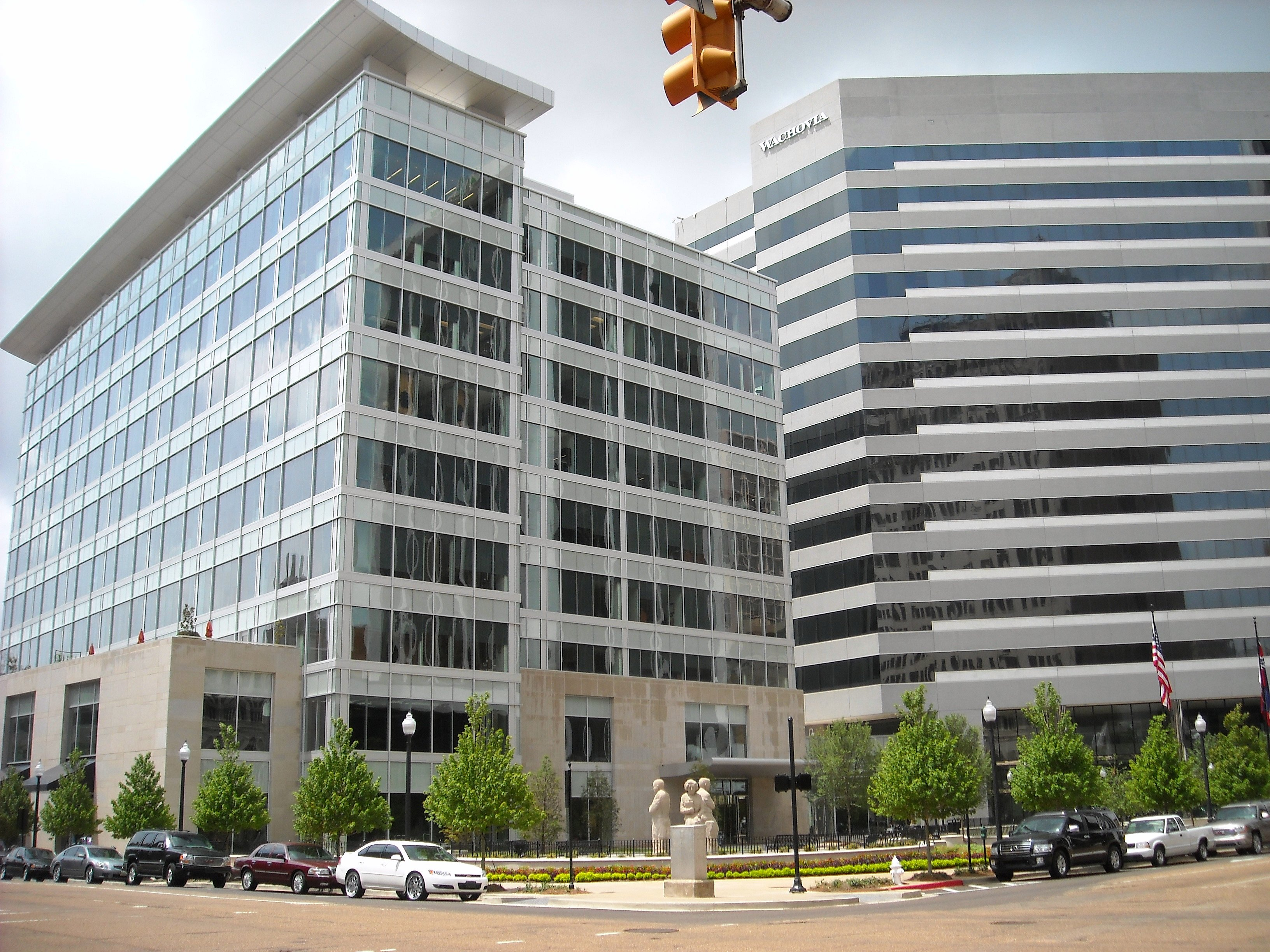
傑克森金融區

#### 根據美國人口普查局2017年數據，密西西比州人口達五萬以上的城市包括：
| - 傑克森市（Jackson） – 166,965人 - 格爾夫波特市（Gulfport） – 71,822人 - 南海文市（Southaven） – 54,031人 |

### 氣候
根據1991年至2020年之氣候常態資料，密西西比州屬於柯本氣候分類中的副熱帶濕潤氣候，特徵為夏季漫長、炎熱且潮濕，冬季則短暫而溫和。該州7月平均氣溫約為27攝氏度（華氏81度），1月平均氣溫約為6攝氏度（華氏42度）。夏季時全州氣溫變化不大，但冬季沿密西西比灣的地區相較內陸地區溫暖許多。
該州紀錄的極端氣溫介於1966年在東北部科林斯測得的零下28攝氏度（華氏-19度），與1930年在霍利斯普林斯測得的46攝氏度（華氏115度）之間。年降水量由北至南逐漸增加，靠近墨西哥灣的地區最為潮濕。例如，西北部的克拉克斯代爾年均降水約為1,300毫米（50英吋），而南部的比洛克西則約為1,500毫米（61英吋）。北部與中部地區偶有小量降雪，南部則更為稀少。

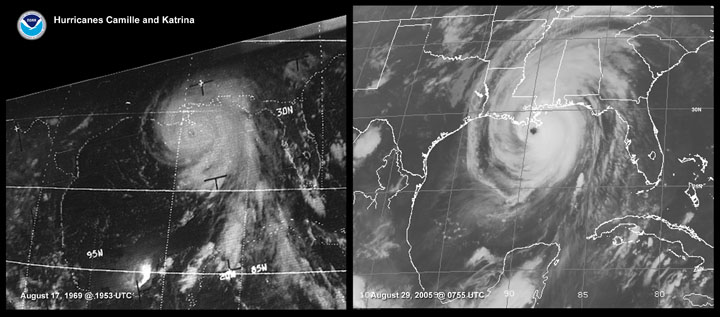
颶風卡蜜兒（左）與颶風卡崔娜接近密西西比灣岸時的衛星影像。

每年夏末至秋季期間，是密西西比州面臨從墨西哥灣侵襲的颶風風險最高的季節，南部地區尤為顯著。1969年的颶風卡蜜兒（Camille）與2005年的颶風卡崔娜（Katrina）是該州歷史上最具破壞力的風災事件，卡崔娜更導致州內238人喪生。兩場風災皆對格爾夫波特、比洛克西與帕斯卡古拉一帶造成幾近全毀的風暴潮破壞。
與美國深南地區其他州份相同，密西西比州雷暴活動頻繁，南部尤為明顯。全州平均每年發生約27次龍捲風，北部地區的發生時段偏早，南部地區則多集中在晚些時候。美國歷史上五場最致命的龍捲風中，有兩場發生於本州，分別為襲擊西南部納奇茲市（見：納奇茲大龍捲風）與東北角圖珀洛市的事件。密西西比州共曾記錄約七次F5級（藤田級數）龍捲風。

### 生態、植物與動物

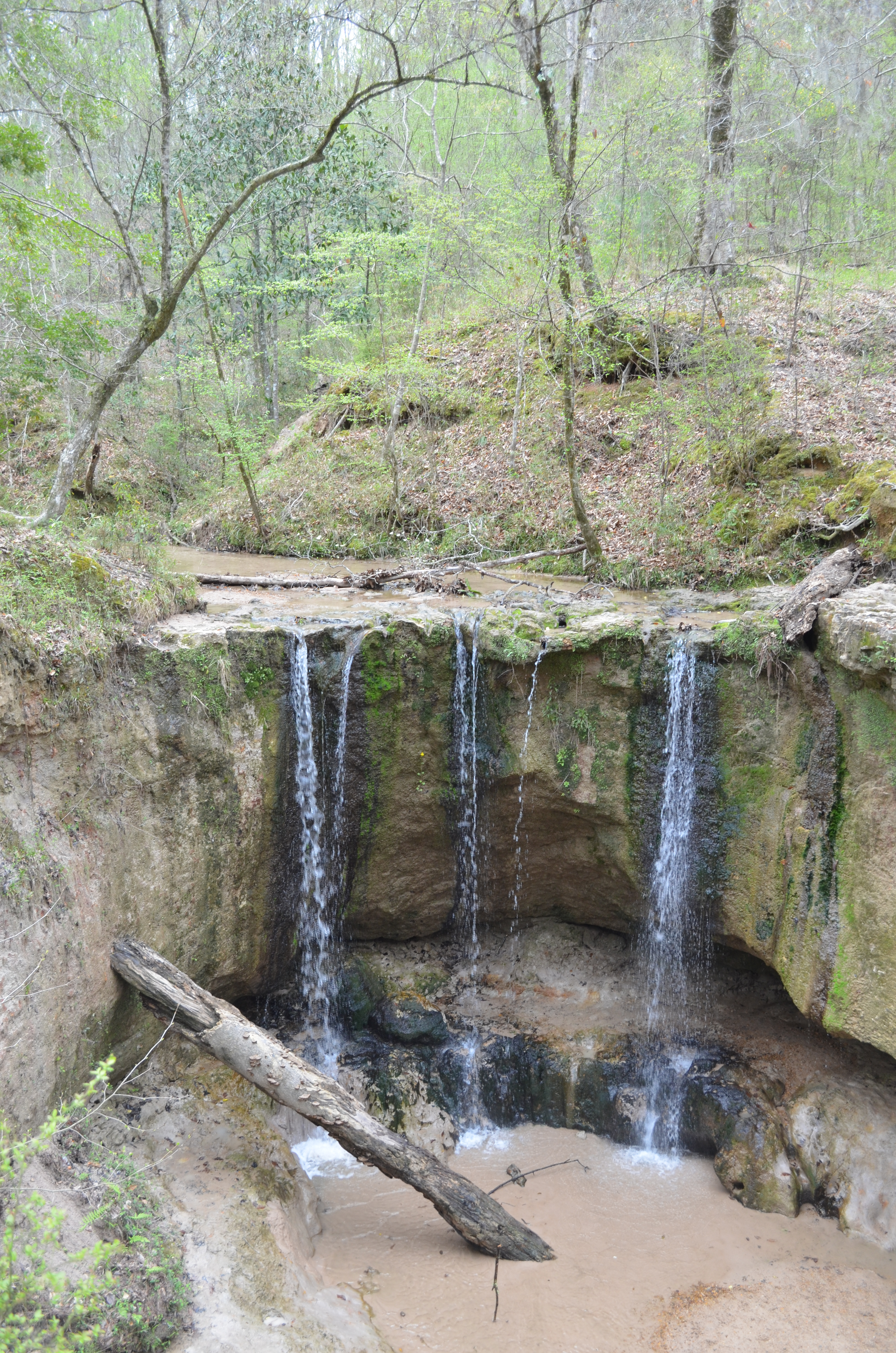
克拉克溪自然區（Clark Creek Natural Area），位於密西西比州最西南部的威爾金森縣，是州內具代表性的自然保護區之一，以其多瀑布景觀與多樣化的動植物生態系統而聞名。

密西西比州的森林覆蓋率甚高，超過全州面積的一半皆為野生或人工林地。州東南部以長葉松為主要優勢種，分布於高地與低地平原森林，以及酸沼。密西西比沖積平原（亦稱「三角洲地區」）以農地與水產養殖池為主，但仍保留有大片的綿毛楊、柳樹、落羽杉與橡樹林地。西部地區沿著沖積平原與丘陵交界處分布有一條南北走向的黃土帶，該區域擁有富饒而濕潤的混合闊葉林，部分植物物種與阿巴拉契亞山脈森林呈現斷續分布。
中部與東北部則各有兩條歷史悠久的草原地帶，分別為傑克遜草原與黑帶草原，呈西北至東南走向。儘管這些草原多已因農業開發而嚴重退化，仍存有少數殘餘區域，具典型草原生態，間雜有東紅柏、橡樹、山胡桃、柘樹與糖果樹等樹種。州內大部分其他地區，特別是20號州際公路線以北（不包括草原地區），主要為混合松硬木林，常見樹種包括火炬松、水橡、山胡桃、甜膠樹與榆樹。大型河流沿岸常見的樹種則有落羽杉、水柚木、水榆與苦山核桃。主要的人工栽植樹種包括火炬松、長葉松、櫻皮橡與綿毛楊。
密西西比州已知的維管植物約有3,000種。截至2018年，由美國國家科學基金會資助的一項計畫正在更新該州植物名錄，並建立各物種分布的線上地圖，依據植物標本館館藏加以佐證。
州內已知鳥類約有420種。
密西西比州擁有全美最豐富的淡水魚類資源之一，記錄有204種原生魚類。
此外，密西西比州也擁有豐富的淡水蚌類物種，僅原生蚌科（Unionidae）便記錄有約90種；其中數種已因「田納西-通比比水道」的建設而在當地滅絕。
密西西比州也是63種螯蝦的棲息地，其中至少有17種為特有種。
州內亦記錄有8種冬季石蠶蛉（winter stonefly）。

### 生态问题

#### 垃圾问题
2008年，在美国社会公共行政局的国家会议上发布的美国国家垃圾处理积分卡上，密西西比排在50个州中的最差位置，因为该州没能有效清理公共道路和房屋边的垃圾。

#### 水患
由於季節性洪水發生於每年12月至翌年6月之間，密西西比河、亞祖河及其支流在密西西比三角洲地區形成了肥沃的氾濫平原。河水氾濫形成的天然堤壩被種植棉花的農場主進一步加高，以保護耕地免受水災影響。臨時工人將土壤堆疊於天然堤壩之上，加築防洪堤。
1858年至1861年間，密西西比州政府接手堤壩建設工作，透過承包商與雇工完成。當時種植園主認為奴隸過於寶貴，不願讓其參與高風險的築堤工作。承包商因而聘用成群的愛爾蘭移民勞工從事築堤與土地開墾。這些勞工多為剛從大饑荒後期移民來美、尚未穩定生活的愛爾蘭人。美國內戰前，堤壩平均高度為6英尺（約1.8公尺），部分地區可達20英尺（約6.1公尺）。
洪水歷來是密西西比州發展史上的一部分。然而，大量森林遭砍伐以騰出耕地及供應蒸汽船燃料，削弱了原有樹木與地表植被對雨水的吸收能力，導致河岸裸露、土壤不穩，並改變了河道性質。美國內戰後，1865、1867、1874與1882年間，重大洪災頻繁襲擊密西西比河流域，摧毀戰時損毀或戰後興建的堤壩。1877年，州政府成立南部郡縣適用的「密西西比堤壩區」（Mississippi Levee District）。
1879年，美國國會設立密西西比河委員會（Mississippi River Commission），協助各州堤壩局興建防洪設施。19世紀末，堤壩建設工作由白人與非裔的流動勞工共同負責。至1882年，堤壩平均高度提升至7英尺（約2.1公尺），但同年洪水對三角洲南部地區的堤壩造成嚴重衝擊。災後堤壩系統擴建，1884年成立「亞祖－密西西比三角洲堤壩區」（Yazoo-Mississippi Delta Levee District），負責北三角洲地區的堤壩建設與維護，包括部分位於阿肯色州的三角洲郡縣。
1912至1913年間的洪水重創密西西比州西北部，對堤壩區造成巨大損失。地方災損與「密西西比河堤壩協會」（Mississippi River Levee Association）的遊說促成國會於1917與1923年通過洪水控制法案，提供聯邦與地方堤壩區「1比2」比例的配套資金支持。儘管美國參與第一次世界大戰一度中斷堤壩資金撥付，第二輪撥款仍使三角洲堤壩平均高度於1920年代提升至22英尺（約6.7公尺）。
科學研究指出，堤壩系統實際上加劇洪水強度，因其加速河流流速，並縮減可宣洩洪水的氾濫平原範圍。1927年，「大密西西比水災」擊破堤壩，對下三角洲地區造成嚴重損失，財產、牲畜與農作物損失達數百萬美元，華盛頓郡與玻利瓦郡受災最為嚴重。
儘管科學界對密西西比河的認識日益加深，上游開發與堤壩工程所引發的改變使近年洪水災情更為嚴重。研究人員認為，大規模的土地開發與築堤行為削弱了溼地與森林對洪水的天然保護作用，加強了水流力道，改變了河流生態。州政府與聯邦機構持續尋求恢復自然棲地的最佳策略，以促進河流系統與自然生態的可持續共存。

## 人口統計

### 歷年人口變化
| 调查年                                                 | 人口      | 备注 | %±     |
| ------------------------------------------------------ | --------- | ---- | ------ |
| 1800                                                   | 7,600     |      | —      |
| 1810                                                   | 31,306    |      | 311.9% |
| 1820                                                   | 75,448    |      | 141.0% |
| 1830                                                   | 136,621   |      | 81.1%  |
| 1840                                                   | 375,651   |      | 175.0% |
| 1850                                                   | 606,526   |      | 61.5%  |
| 1860                                                   | 791,305   |      | 30.5%  |
| 1870                                                   | 827,922   |      | 4.6%   |
| 1880                                                   | 1,131,597 |      | 36.7%  |
| 1890                                                   | 1,289,600 |      | 14.0%  |
| 1900                                                   | 1,551,270 |      | 20.3%  |
| 1910                                                   | 1,797,114 |      | 15.8%  |
| 1920                                                   | 1,790,618 |      | −0.4%  |
| 1930                                                   | 2,009,821 |      | 12.2%  |
| 1940                                                   | 2,183,796 |      | 8.7%   |
| 1950                                                   | 2,178,914 |      | −0.2%  |
| 1960                                                   | 2,178,141 |      | 0.0%   |
| 1970                                                   | 2,216,912 |      | 1.8%   |
| 1980                                                   | 2,520,638 |      | 13.7%  |
| 1990                                                   | 2,573,216 |      | 2.1%   |
| 2000                                                   | 2,844,658 |      | 10.5%  |
| 2010                                                   | 2,967,297 |      | 4.3%   |
| 2020                                                   | 2,961,279 |      | −0.2%  |
| 2024年估计                                             | 2,943,045 |      | −0.6%  |
| 資料來源：1910–2020年美國人口普查局統計 2024年人口估計 |           |      |        |

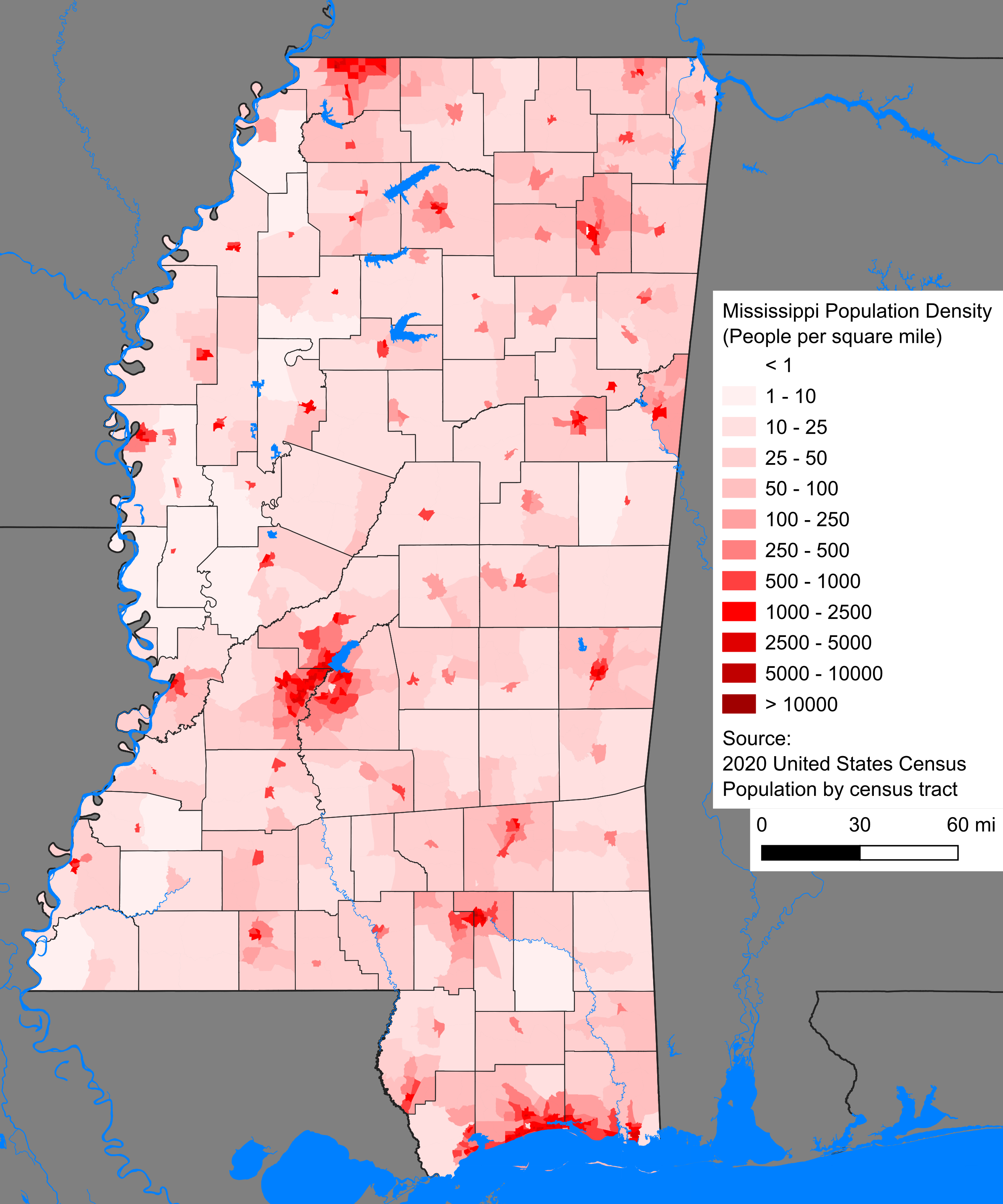
密西西比州人口密度圖

根據2020年人口普查，密西西比州人口約為296萬，自1930年突破200萬以來總體成長緩慢。相較於東鄰的亞拉巴馬州與西鄰的路易斯安那州，密西西比州為三個墨西哥灣沿岸州中人口增長最緩慢者。根據美國人口普查局資料，全州人口重心位於利克郡萊納鎮（Lena）。
根據美國住宅及城市發展部（HUD）2022年「年度無家可歸評估報告」，密西西比州估計約有1,196名無家可歸者。
2000年至2010年間，美國人口普查局指出，密西西比州在自我認同為多重種族（mixed race）人口方面增幅全國最高，達70%，總數約佔全州人口的1.1%。同時，該州也在混合族裔通婚的增長率上居全國前列。雖然總體人口未有明顯增長，但整體趨勢偏向年輕化。此一多種族身份認同的增加，部分來自新生兒所致，但更多源於居民對自身種族背景的重新界定；在過往的種族分類系統中，許多人僅選擇單一種族或族裔作為認同標籤。自奴隸制度與種族隔離政策實施以來，密西西比長期採取二元種族分類系統。於民權運動時期，非裔美國人團結爭取政治權力與公民權利復原，建立起包容性的社群。
人口學家威廉·H·傅萊（William H. Frey）指出：「在密西西比，這種（多重種族認同）變化來自內部。」傳統上，自19世紀印第安人被迫遷移後，密西西比的主要族群為白人（歐洲裔）與黑人（非洲裔），當時多數非洲裔為奴隸。人口學家馬修·斯尼普（Matthew Snipp）亦評論道，21世紀多重族裔身份認同的增加，「某種意義上，反映出人們對其種族血統更真實的描繪，這在過去是被壓抑的。」
在美國內戰前至1930年代，非洲裔美國人長期佔密西西比州人口多數；目前約佔全州人口的37.8%。他們多數為19世紀從上南方地區被迫遷徙至該州種植園的奴隸後代，部分具歐洲或美洲原住民血統。20世紀上半葉，約40萬非洲裔居民於大遷徙時期離開密西西比州，前往北方、中西部與西部尋求更多機會，導致該族群首次在州內成為少數。
根據2018年資料，密西西比州移民的主要來源國包括墨西哥、瓜地馬拉、印度、菲律賓與越南。

### 種族與族裔
- | 非西班牙裔白人 40–50% 50–60% 60–70% 70–80% 80–90% 90%+ 非洲裔或黑人 40–50% 50–60% 60–70% 70–80% 80–90% |

密西西比州各縣依主要種族分布（根據2020年美國人口普查）

在密西西比州各地普遍可見蘇格蘭-愛爾蘭人、英格蘭裔與蘇格蘭裔美國人的後裔。由於其祖先移民時間久遠，許多人在人口普查中未具體表明此類血統，因此實際人數可能高於統計。英格蘭人、蘇格蘭人與蘇格-愛爾蘭人是南大西洋與東南中部各州中報告比例最低的祖源群體之一。歷史學家大衛·哈克特·費舍爾（David Hackett Fischer）估計，至少有20%的密西西比州人口具有英格蘭血統，實際比例可能更高，另有相當比例具蘇格蘭裔背景。由於家族在北美已居住數百年，許多居民於問卷中僅以「美國人」（American）自我認同。根據1980年人口普查，當時全州總人口為1,946,775人，其中有656,371人表示為英格蘭血統，占比38%。
截至2025年，密西西比州是全美非洲裔人口比例第二高的地區。該比例之所以逐漸上升，主要因非洲裔人口年齡中位數低於白人，而兩者的總生育率大致相當。在學區層面，由於白人家庭多選擇私立學校就讀，密西西比州幾乎所有公立學區的學生多為非洲裔。非洲裔居民在該州西北部的雅祖三角洲、西南部與中部地區占多數。這些地區在南北戰爭後成為非洲裔農民擁有土地或於棉花農場工作的集中地。
在墨西哥灣沿岸的漢考克郡，法裔克里奧人（French Creole）為最大族群。此外，非洲裔、主要分布於尼肖巴縣的喬克托族（Choctaw）原住民，以及華裔美國人也大多為美國本地出生者。
華人最早於19世紀1870年代自古巴與加州來到密西西比，作為契約勞工從事棉花田勞作。大多數華人家庭則是在1910年至1930年間自其他州遷入，並在三角洲地區的各小鎮經營家族式雜貨店。在此背景下，華裔群體於白人與非裔社會之間建立起自身定位。隨著20世紀晚期小鎮逐漸衰退，許多華裔移居至如傑克森等較大城市；整體而言，21世紀以來華人人口略有增加。
1980年代初，大批越南人移居至密西西比州與其他墨西哥灣沿岸州份，並從事漁業相關工作。
在20世紀前30年間，義大利裔為該州最大移民群體之一
。
墨西哥裔自20世紀初期即在密西西比州定居。
此外，該州亦有德裔社群存在。
截至2011年，密西西比州1歲以下嬰兒中有53.8%為少數族裔，即其至少一位父母非非西班牙裔白人。
| 族裔類別         | 僅該族裔 | 僅該族裔 | 總計  | 總計 |
| ---------------- | -------- | -------- | ----- | ---- |
| 非拉丁裔白人     | 55.4%    | 55.4     | 57.9% | 57.9 |
| 非裔（非拉丁裔） | 36.4%    | 36.4     | 37.6% | 37.6 |
| 拉丁裔           | —        |          | 3.6%  | 3.6  |
| 亞裔             | 1.1%     | 1.1      | 1.5%  | 1.5  |
| 土著             | 0.5%     | 0.5      | 1.6%  | 1.6  |
| 太平洋島民       | 0.04%    | 0.04     | 0.1%  | 0.1  |
| 其他族裔         | 0.2%     | 0.2      | 0.7%  | 0.7  |

| 族裔組成       | 1990  | 2000  | 2010  | 2020  |
| -------------- | ----- | ----- | ----- | ----- |
| 白人           | 63.5% | 61.4% | 59.1% | 56.0% |
| 非裔           | 35.6% | 36.3% | 37.0% | 36.6% |
| 亞裔           | 0.5%  | 0.7%  | 0.9%  | 1.1%  |
| 原住民         | 0.3%  | 0.4%  | 0.5%  | 0.6%  |
| 其他族裔       | 0.1%  | 0.5%  | 1.3%  | 1.9%  |
| 兩種或以上族裔 | –     | 0.7%  | 1.2%  | 3.7%  |

### 出生數據

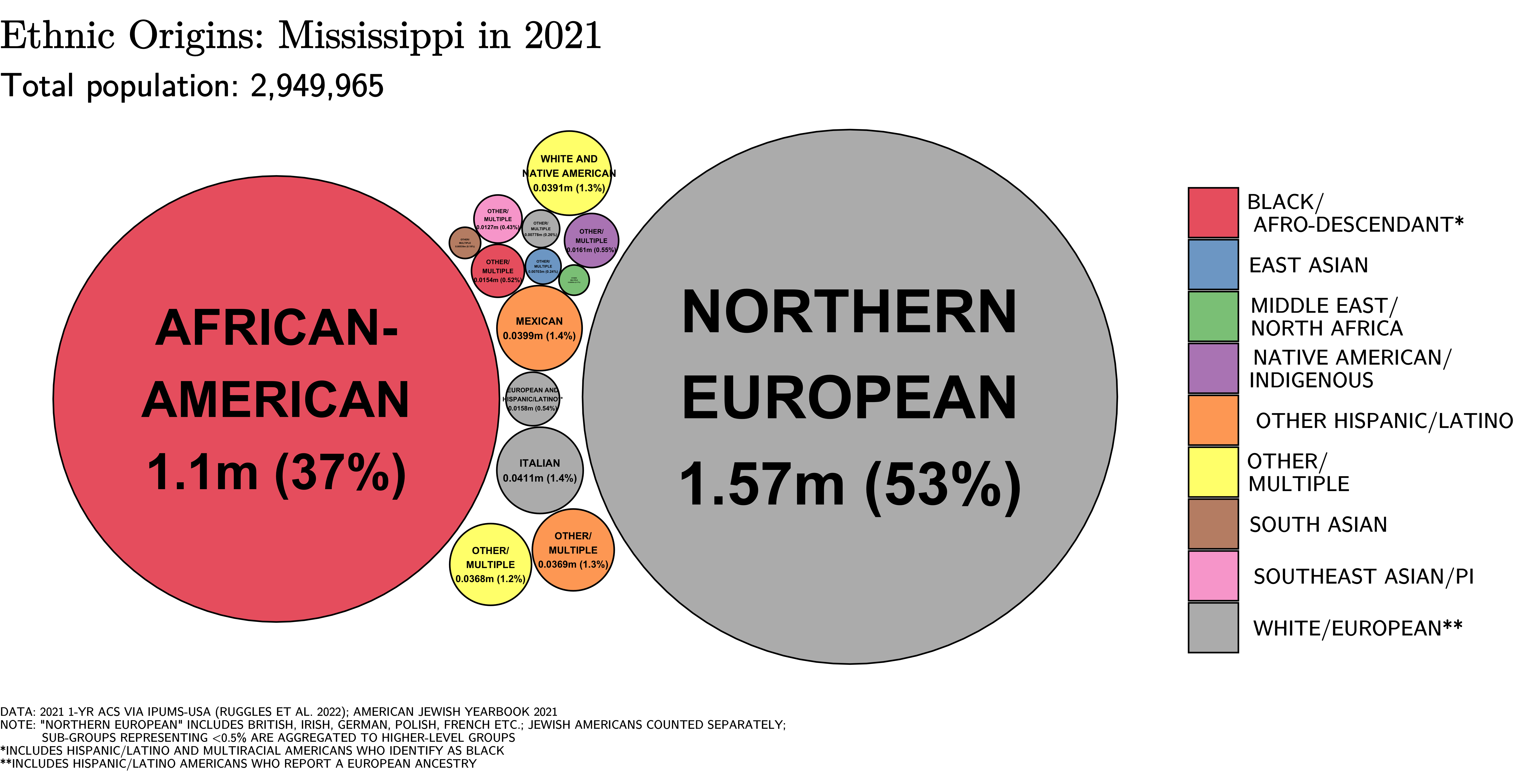
密西西比州的族裔來源

注：表中出生數總和可能超過實際總數，因為「西班牙裔」被同時按其族裔與種族分類計入。
| 族裔                 | 2013           | 2014           | 2015           | 2016           | 2017           | 2018           | 2019           | 2020           | 2021           | 2022           | 2023           |
| -------------------- | -------------- | -------------- | -------------- | -------------- | -------------- | -------------- | -------------- | -------------- | -------------- | -------------- | -------------- |
| 白人                 | 19,730 (51.0%) | 19,839 (51.3%) | 19,635 (51.1%) | 19,411 (51.2%) | 18,620 (49.8%) | 18,597 (50.2%) | 18,229 (49.8%) | 17,648 (49.8%) | 17,818 (50.7%) | 17,703 (51.1%) | 17,357 (50.4%) |
| 非洲裔               | 17,020 (44.0%) | 17,036 (44.0%) | 16,846 (43.9%) | 15,879 (41.9%) | 16,087 (43.1%) | 15,797 (42.7%) | 15,706 (42.9%) | 15,155 (42.7%) | 14,619 (41.6%) | 14,035 (40.5%) | 13,896 (40.3%) |
| 亞裔                 | 504 (1.3%)     | 583 (1.5%)     | 559 (1.5%)     | 475 (1.3%)     | 502 (1.3%)     | 411 (1.1%)     | 455 (1.2%)     | 451 (1.3%)     | 404 (1.1%)     | 396 (1.1%)     | 456 (1.3%)     |
| 原住民               | 292 (0.7%)     | 223 (0.6%)     | 259 (0.7%)     | 215 (0.6%)     | 225 (0.6%)     | 238 (0.6%)     | 242 (0.7%)     | 252 (0.7%)     | 227 (0.6%)     | 231 (0.7%)     | 236 (0.7%)     |
| 西班牙裔（任何種族） | 1,496 (3.9%)   | 1,547 (4.0%)   | 1,613 (4.2%)   | 1,664 (4.4%)   | 1,650 (4.4%)   | 1,666 (4.5%)   | 1,709 (4.7%)   | 1,679 (4.7%)   | 1,756 (5.0%)   | 1,930 (5.6%)   | 2,122 (6.1%)   |
| 總計                 | 38,634 (100%)  | 38,736 (100%)  | 38,394 (100%)  | 37,928 (100%)  | 37,357 (100%)  | 37,000 (100%)  | 36,636 (100%)  | 35,473 (100%)  | 35,156 (100%)  | 34,675 (100%)  | 34,459 (100%)  |

- 自2016年起，白人西班牙裔的出生數據未再單獨統計，統一歸入西班牙裔類別。西班牙裔可屬於任何種族。
- 截至2022年，密西西比州在美國各州中擁有最高的青少年生育率，15至19歲女性每千人中有26.4人出生子女[106]。

### LGBT族群
根據2010年美國人口普查，密西西比州共有6,286個未婚同性伴侶家庭，較2000年普查增加1,512戶。其中約33%的同性伴侶家庭育有子女，使密西西比州成為全美同性伴侶育有子女比例最高的州。此外，密西西比州擁有全國比例最高的非洲裔同性伴侶家庭，其州首府傑克森（Jackson）在非洲裔同性伴侶集中度方面排名全國第十。該州在全體西班牙裔家庭中，同性伴侶所占比例位居全美第五，而在年長同性伴侶集中度方面則排名第九。

### 宗教信仰
根據公共宗教研究所2022年「美國價值觀調查」（American Values Survey），密西西比州居民的宗教信仰如下：
密西西比州最早的歐洲殖民者為法國與西班牙統治下的羅馬天主教徒，自17世紀起開始在該地定居。隨著1815年後棉花種植業的迅速擴張，大量來自美國東南部的盎格魯裔新教徒移居至本州，帶動衛理宗、長老宗與浸信會等新教教派的快速增長。

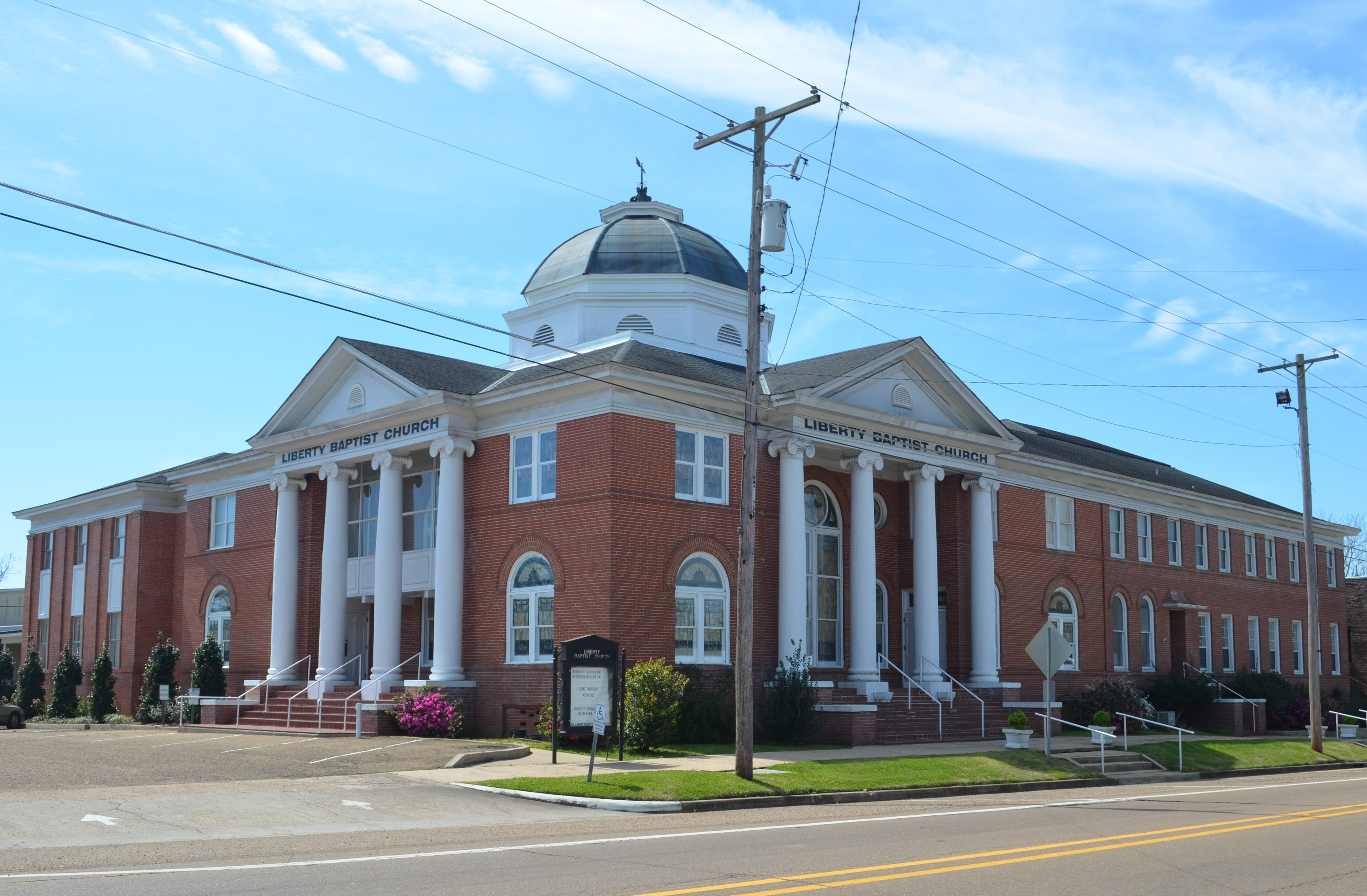
利伯蒂浸信會教堂，位於密西西比州阿米特縣

18世紀末至19世紀初的「大覺醒運動」期間，福音派復興運動吸引了包括女性與非裔群體在內的社會各階層民眾。許多奴隸與自由黑人加入衛理公會與浸信會教會，並在1800年前於維吉尼亞、肯塔基、南卡羅來納與喬治亞等地成立獨立的非裔浸信會教堂，後來也傳入密西西比州。
南北戰爭後，宗教在南方社會的影響力進一步增強，使該地區獲得「聖經帶」（Bible Belt）的稱號。根據皮尤研究中心（Pew Research Center）2014年的數據，密西西比州約有83%人口為基督徒。公共宗教研究所2020年與2022年的後續調查亦顯示，基督徒占該州人口的比例分別為80%與84%，其中以新教徒占多數
自1970年代起，福音派等保守派教會迅速擴張，推動了州內白人族群的政治保守化趨勢。973年，保守派主導的美國長老會（Presbyterian Church in America, PCA）吸納大量教會，至2010年密西西比州為該教派的重鎮，擁有121個堂會與18,500名信徒，為全美PCA信徒比率最高的州份，且信徒數超越隸屬於美國長老教會（PC(USA)）的成員。
根據宗教資料檔案協會（Association of Religion Data Archives, ARDA）2010年數據，密西西比州信徒人數最多的宗派為美南浸信會（Southern Baptist Convention），擁有約907,384名信徒；其次為聯合衛理公會（United Methodist Church）約204,165人，以及羅馬天主教會約112,488人。其他宗教信仰在該州規模較小，2010年資料顯示，穆斯林約5,012人，印度教徒約4,389人，巴哈伊教信徒約816人。
2014年皮尤研究中心調查顯示，福音派新教為密西西比州主要宗教信仰，其中美南浸信會為最大宗派，其次為非宗派福音派教會，以及歷史悠久的非裔教派如美國國家浸信會聯盟（National Baptist Convention, USA）與進步全國浸信會聯盟（Progressive National Baptist Convention）
民調結果長期顯示密西西比州為全美最具宗教性之州。根據一項調查，59%的密西西比州居民認為自己「非常虔誠」，無宗教信仰者占11%。另一項2008年調查顯示，85%的州內居民認為宗教是日常生活中的重要部分，亦為全美之最（全國平均為65%）。

## 经济

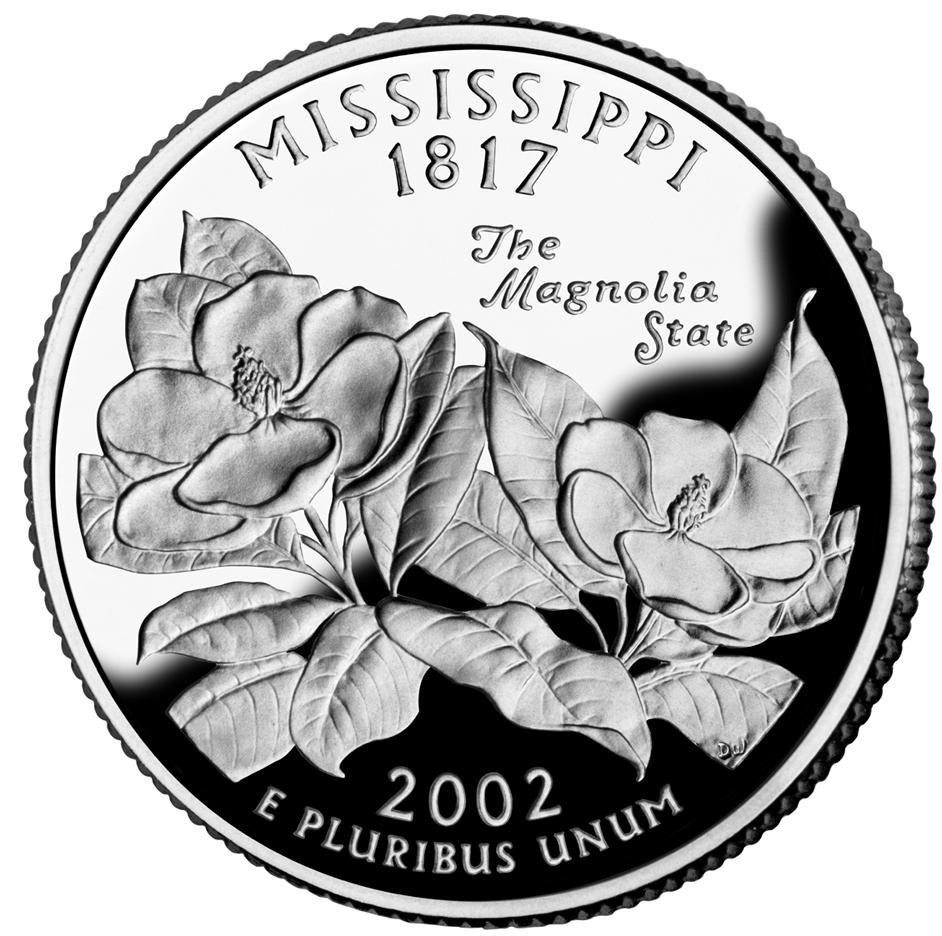
一枚密西西比州圖案的25美分硬幣

根據美國經濟分析局（Bureau of Economic Analysis）的估計，2024年密西西比州的州內生產總值（GDP）為1,500億美元。根據州首席經濟學家達林·韋伯（Darrin Webb）的說法，2015年GDP增長為0.5%，預計2016年增長可達2.4%，將標誌著該州自經濟衰退以來連續兩年出現正增長。2006年人均個人收入為26,908美元，為全美最低，但同時該州的生活成本亦為全國最低。根據2015年數據，調整後的人均個人收入為40,105美元，但密西西比州民眾的人均慈善捐款額卻始終在全美名列前茅。在2009年一份由美国立法交流委员会撰写的报告将该州排在了全美具有最佳经济前景的州中的第19位。
該州的勞動參與率僅為56%，為全國最低之一。約有70,000名成年人為殘疾人士，占勞動力人口的10%。
密西西比州長期被列為全美最貧困的州之一，這與其在南北戰爭前後對棉花農業的依賴有關。密西西比三角洲地區的低地開發較晚，19世紀末至20世紀初曾多次發生洪災，迫使政府投入大量資金於堤壩與排水工程，並延緩了鐵路建設進度。此外，當民主黨於19世紀末重新掌控州議會後，於1890年制定的州憲法不利於企業與工業發展，而偏重農業，這一政策導致州經濟發展受限。

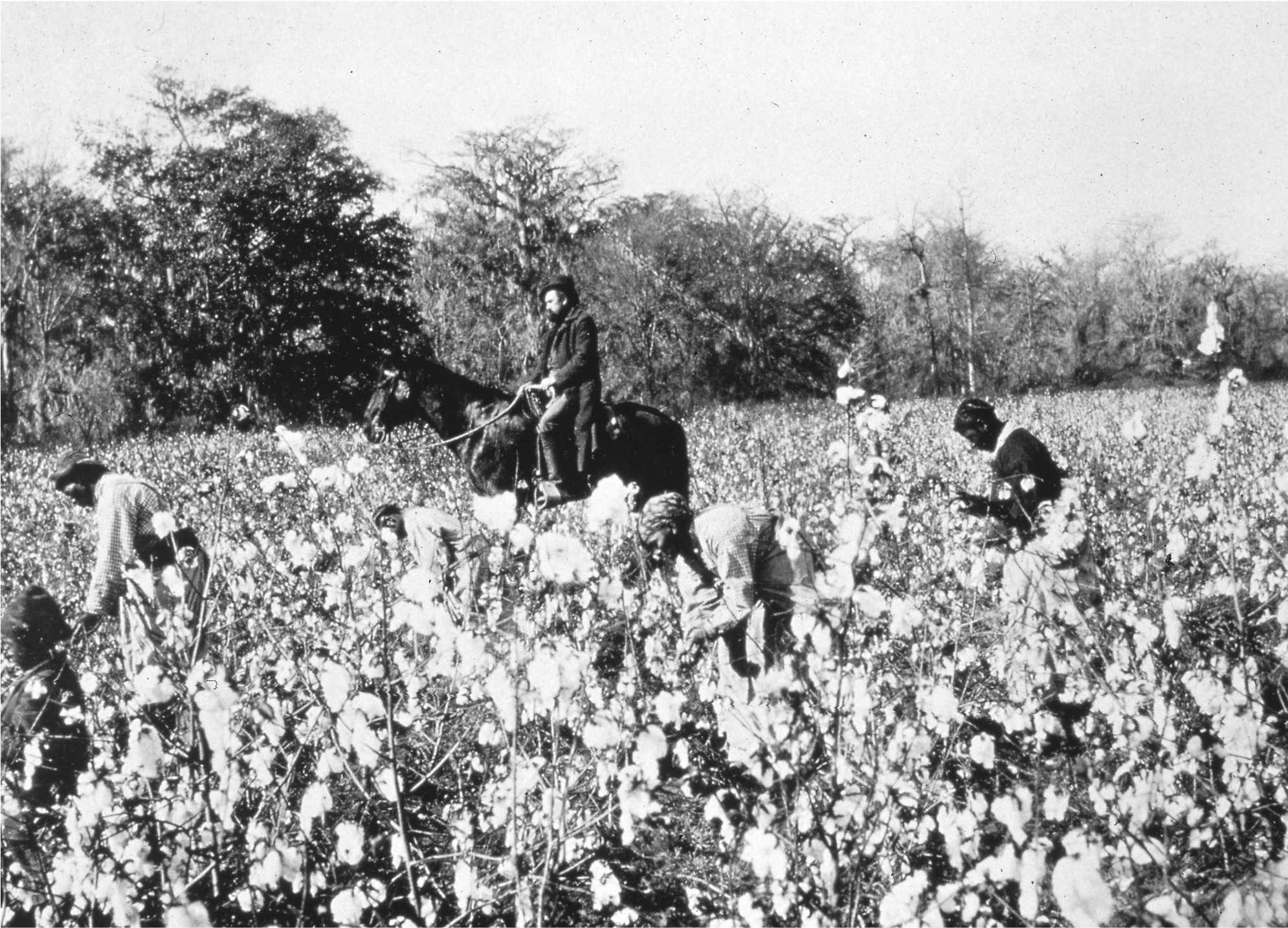
約1850年，奴隸在監工（騎馬）監督下於棉田勞作的情景。

在南北战争之前，密西西比为全美第5富裕的州，财富主要来自河流两岸的棉花种植园。
由於19世紀40年代以來棉花價格上漲，奴隸的市場價值亦水漲船高。到1860年，該州過半（55%）人口為奴隸。然而，密西西比三角洲地區90%的三角洲地区的滩地没有得到开发，整體人口密度亦較低。
由于该州很大程度上受种植园经济的支配，主要将精力集中于农用棉花的生产，而将所获财富对一些基础设施如公立学校、道路和铁路的投资却显得很缓慢。到20世纪末期以前，工業化在这个州的很多地区尚未实现。南北战争以前的密西西比州的精英们，为他们自己设计了一种低税率的纳税系统，并且做了一些秘密的改进。在战前，最成功的种植园主，如南方邦聯的总统傑佛遜·戴維斯，拥有了密西西比河沿岸的很多财产。当时该州很多远离河边的地区仍然没有得到开发。
在南北战争期间，30000名男子（主要为白人）死于疾病和创伤，更多人因戰爭致殘。这种情况改变了当地的劳动力结构，并且使南方的农业大受打击，导致了财富的严重流失。在1860年，密西西比州的财产總估值价值超过5億美元，而其中奴隶的价值為2.18億美元（占43%）。但到了1870年，该州总財產估值跌至約1.77億美元。
戰後經濟蕭條對貧困白人與無地的前奴隸打擊尤為嚴重。1868年召開的制憲會議中，成立了一個委員會評估州民所需救濟，報告指出勞動階層生活極度困苦。戰爭亦造成堤壩毀損，修復工程耗時多年。雖然1868年棉花產量增長展現出自由勞動的潛力，但1870年產量為565,000包，仍未達戰前水平的一半。
非裔居民通過伐木與底地開發獲得土地所有權。1900年，密西西比州三分之二的農場業主為非裔，對其社群而言是一項重大成就。然而，隨著經濟疲弱、棉價低迷及信貸匱乏，許多非裔農民在接下來的數十年間難以維持土地所有權。至1920年代，多數非裔已轉為佃農。棉價長期低迷導致許多非裔家庭不得不出售土地以償還債務，失去了多年辛勤勞動的成果。

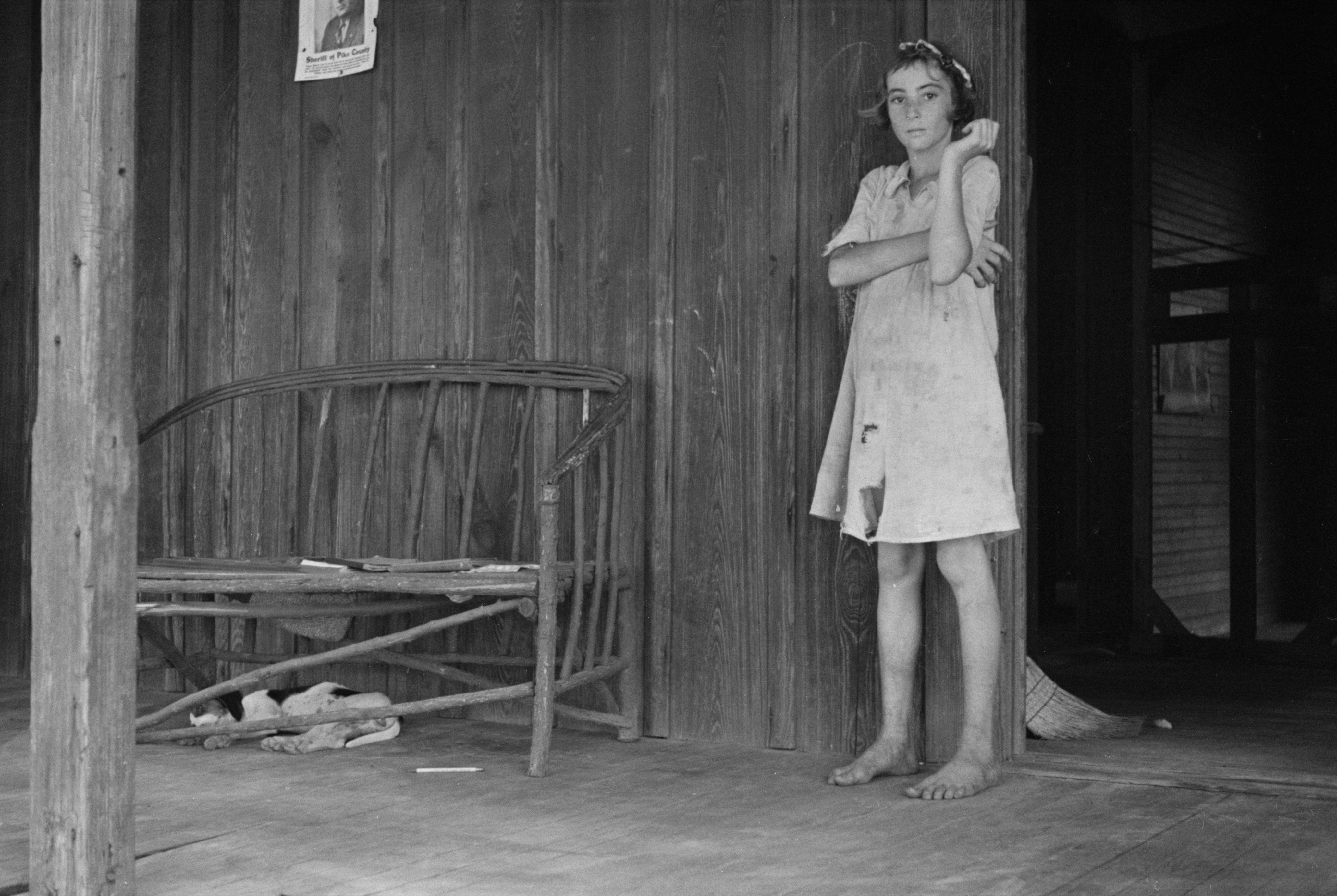
1935年，密西西比州勞德代爾縣，一名佃農的女兒

戰後，該州多年來未能有效提升人力資本發展，未普及教育至全體公民。此外，20世紀初該州持續依賴棉花農業，但卻接連遭遇棉鈴象蟲侵害（early 20th century）、1912至1913年與1927年的重大洪災、1920年代棉價暴跌與1930年大旱等連串災難，導致農業損失慘重。
直到1884年，1882年大水災後，州政府才設立密西西比-亞祖三角洲堤壩區董事會（Mississippi-Yazoo Delta District Levee Board），著手制定並實施較長遠的防洪規劃。儘管密西西比州多年致力於堤壩建設與加固，但1927年的密西西比大洪水仍造成堤壩潰決，逾27,000平方英里（70,000平方）三角洲地區遭洪水侵襲，數十萬人流離失所，財產損失數百萬美元。大蕭條緊隨其後，州內經濟持續惡化。於是，在「大遷徙」（Great Migration）期間，數十萬非裔美國人為尋求就業機會與更大公民權利，遷徙至美國北部與西部地區。

### 娛樂與觀光
密西西比州議會於1990年通過法案，允許密西西比河沿岸與墨西哥灣沿岸地區設立合法賭場，為該州帶來了可觀的稅收與經濟成長。主要的博彩城市包括位於墨西哥灣沿岸的貝聖路易斯（Bay St. Louis）、格爾夫波特（Gulfport）與比洛克西（Biloxi），以及位於密西西比河沿岸的圖尼卡（Tunica，為美國第三大博彩區）、格林維爾（Greenville）、維克斯堡（Vicksburg）與納奇茲（Natchez）。
在卡崔娜颶風重創墨西哥灣沿岸地區前，密西西比州曾是僅次於內華達州、超越新澤西州的美國第二大賭博州。2005年8月，卡崔娜颶風造成比洛克西數座賭場嚴重毀損，估計每日稅收損失達50萬美元， 相当于2024年的$804,992
截至2012年，密西西比州的博彩收益在全美排名第六，達22.5億美元。聯邦認可的密西西比州喬克托印第安部落（Mississippi Band of Choctaw Indians）亦在保留地設立賭場，以資助教育與經濟發展。自2018年起，該州合法化體育博彩，但缺乏行動裝置投注相關法規，使州政府未能從中獲得更多稅收。截至2024年9月，體育博彩已為密西西比州帶來3,700萬美元的稅收收益。
州政府於2005年推動「密西西比動能計畫」（Momentum Mississippi），該計畫為一項公私合營的全州性發展倡議，旨在促進經濟與就業機會。

### 製造業

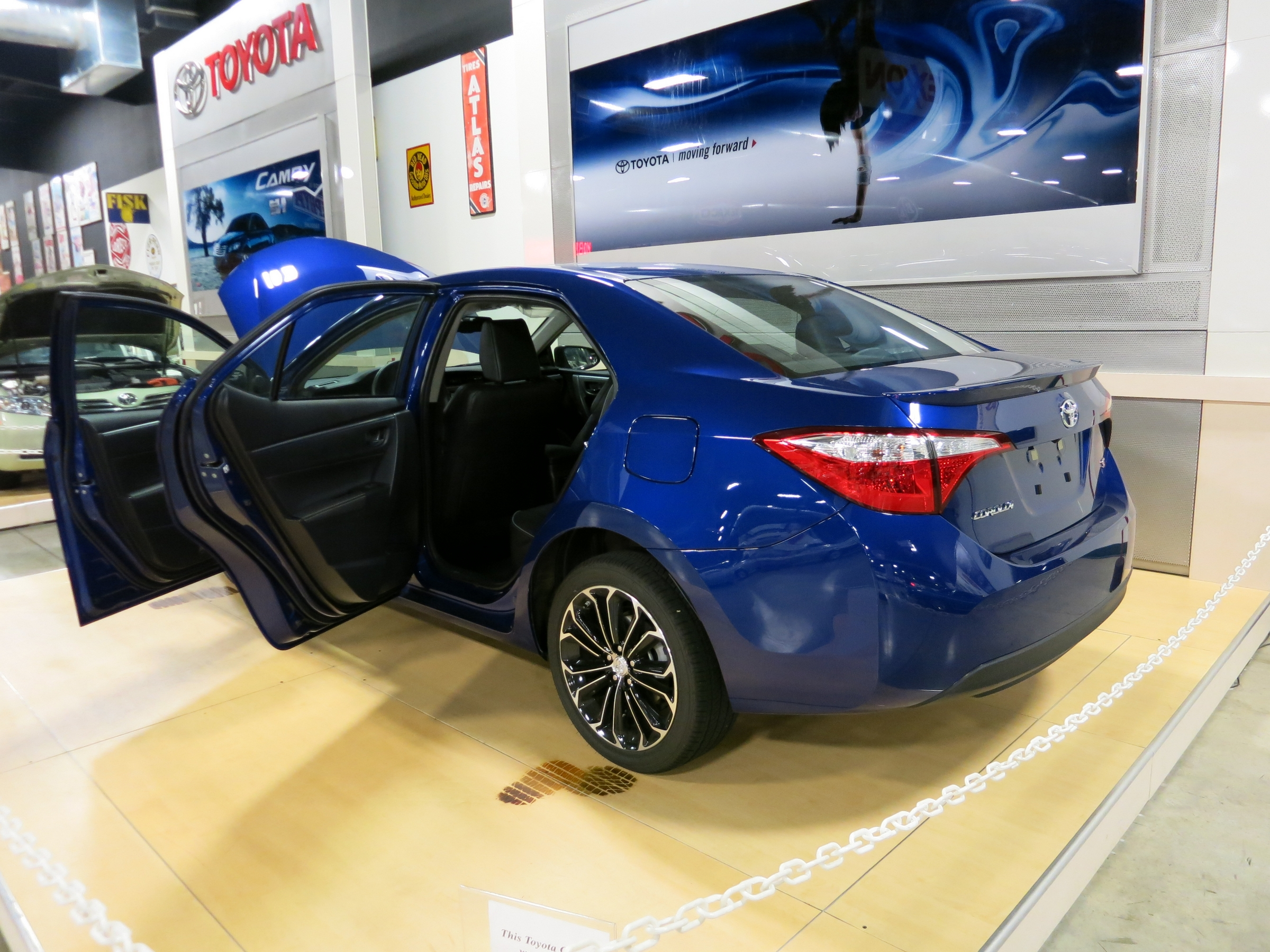
由密西西比州豐田汽車製造廠生產的2014款卡羅拉，展出於圖珀洛汽車博物館。

與美國南部其他州相似，密西西比州實施「工作權」法案（right-to-work law）。該州擁有多家主要汽車製造工廠，包括位於藍泉（Blue Springs）的豐田汽車廠（Toyota Mississippi Plant）與坎頓市（Canton）的日產汽車廠（Nissan Plant），後者生產泰坦皮卡（Nissan Titan）。
綠科汽車公司（GreenTech Automotive）曾獲得來自密西西比州與圖尼卡郡共600萬美元的獎勵資金，用以興建汽車製造廠。該工廠於2017年1月停產。雖然該公司承諾將投資6,000萬美元並創造350個全職工作機會，但根據州稽核辦公室2016年的審計結果，實際用於購置生產設備與零件的支出僅約300萬美元，實際在職全職員工從未超過94人。2017年7月，州稽核長要求綠科及其執行長王超（Charlie Wang）償還600萬美元。稽核長表示：「我敢說圖尼卡幾乎沒有任何實質運營，這似乎是一場煙幕彈遊戲，是個從未打算兌現承諾的企業實體。」同年11月，密西西比州檢察總長吉姆·胡德（Jim Hood）對該公司提出訴訟。綠科於2018年2月申請破產保護。根據2020年最終和解協議，該公司僅向密西西比州與圖尼卡郡支付57.5萬美元。

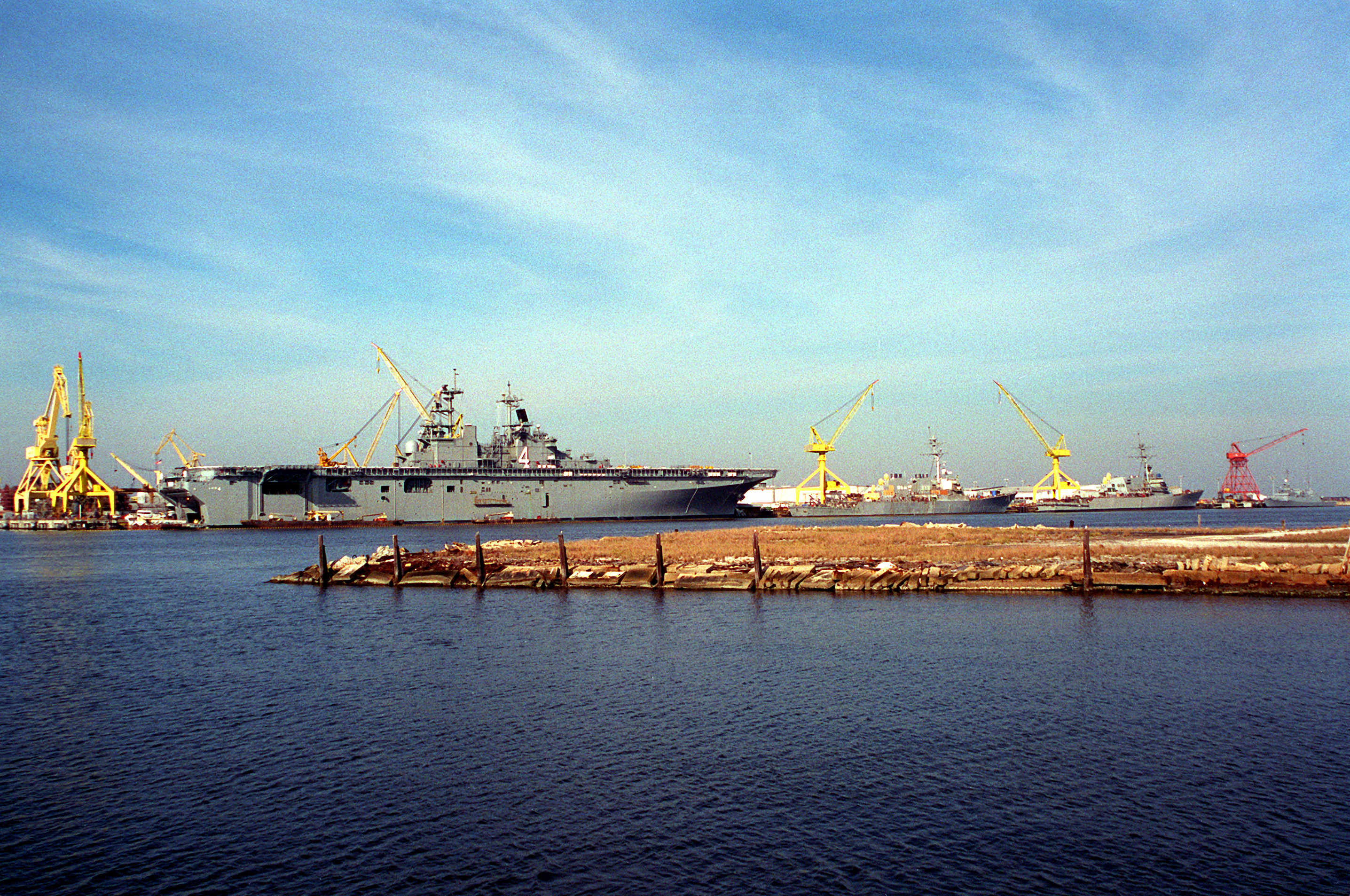
英戈爾斯造船廠一隅，可見多艘正在建造中的美國海軍艦艇。圖中由左至右依序為：美國海軍「拳師號」（USS Boxer）、「拉梅奇號」（USS Ramage）、「班福德號」（USS Benfold），以及以色列海軍的導彈護衛艦「哈尼特號」（INS Hanit）

位於密西西比州墨西哥灣沿岸帕斯卡古拉是密西西比州的重要工業重鎮。由亨廷頓·英戈爾斯工業公司（Huntington Ingalls Industries）擁有的英戈爾斯造船廠（Ingalls Shipbuilding）是美國海軍的重要艦艇製造商之一，同時也是密西西比州最大的私營雇主。該地還有全球最大規模的雪佛龍煉油廠（Chevron）、專為美國海軍打造推進系統的勞斯萊斯海軍公司（Rolls-Royce Naval Marine），以及First Chemical／Chemours化工設施。

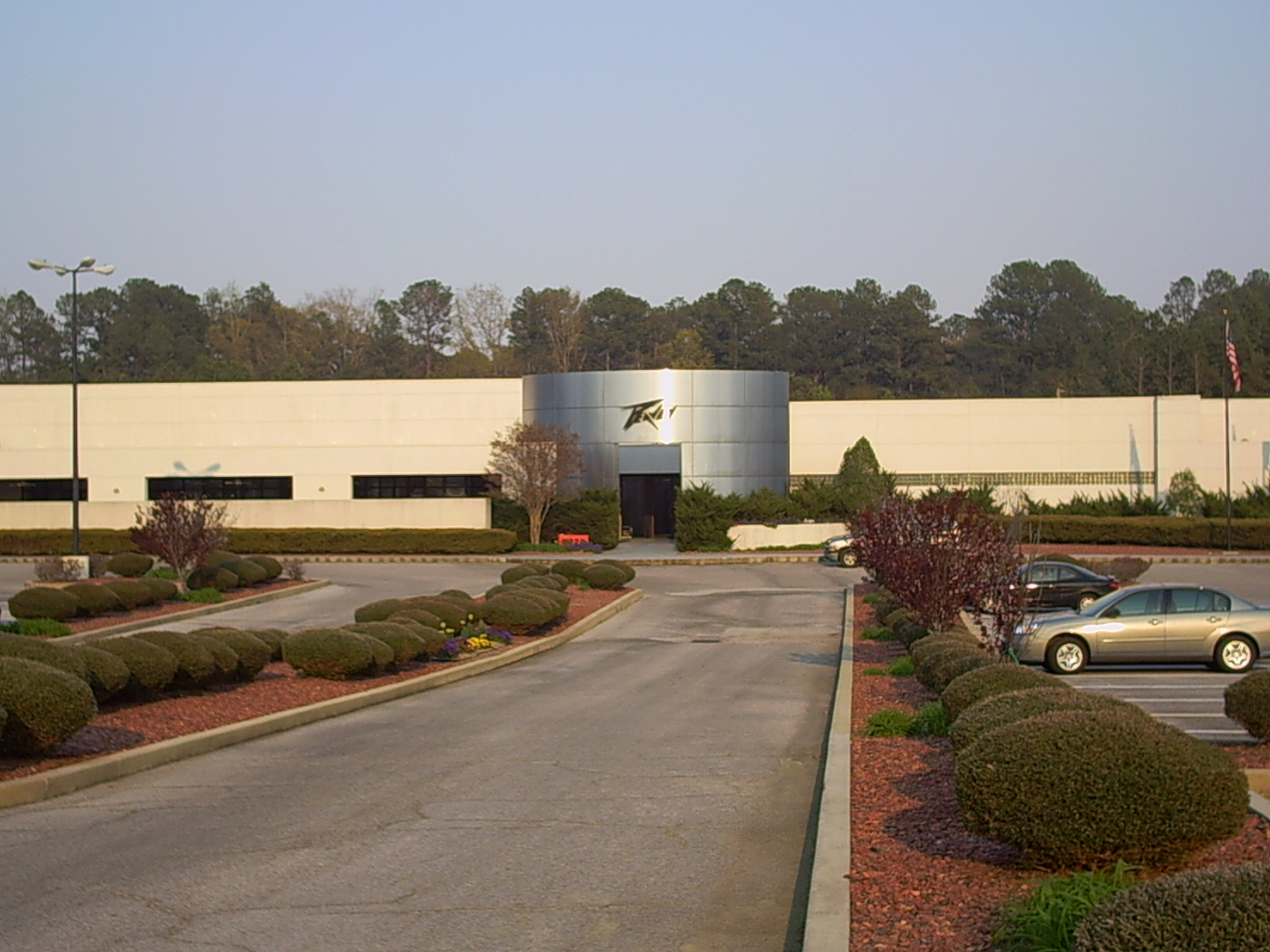
位於默里迪恩Peavey電子總部

此外，總部位於佛羅伍德市的綜合性企業Ergon, Inc.也是一個僱員超過4000人，業務遍及全球100多個國家，涵蓋能源、化學品、鋪面材料與物流等多個領域的大型製造業企業。而總部位於默里迪恩的Peavey電子（Peavey Electronics Corporation）則是全球最大的音響設備製造商之一，從事專業音響設備的設計、研發、生產與行銷。

### 稅收
截至2024年8月，密西西比州對超過10,000美元的所得徵收5%的單一稅率個人所得稅。該州的零售銷售稅稅率為7%，此稅率同樣適用於食品雜貨，使其成為全美食品雜貨稅率最高的州。圖珀洛市徵收2.5%的地方銷售稅。全州銷售稅收入於2016年增長1.4%，預計2017年略低於此一增幅。為徵收從價稅，財產稅被分為五個類別。
2007年8月30日，美國人口普查局發佈報告指出，密西西比州為全國最貧困的州。三角洲地區的大型棉花種植者擁有高度機械化的種植園，並獲得該州絕大多數的聯邦補助金；然而，許多其他居民仍為貧困的農村無地勞工。該州規模龐大的家禽產業在從家庭經營轉型為大型機械化作業的過程中亦面臨類似挑戰。在2002年至2005年間，三角洲博利瓦縣地區農民獲得的12億美元聯邦補助中，僅5%發放給小型農戶。用於農村發展的資金寥寥無幾，小鎮普遍面臨困境。逾10萬名居民為尋求工作機會而離開該地區。全州家庭收入中位數為34,473美元。

### 就業情況
截至2023年2月，密西西比州的失業率為3.7%，在全美各州中排名第十一，與亞利桑那州、麻薩諸塞州和西維吉尼亞州並列。此一數據較2023年1月的3.9%略有改善，也低於前一年同期的4%。該州歷來最高的失業率出現在2020年4月，即2019冠狀病毒病（COVID-19）疫情初期，當時失業率達15.6%。

### 联邦补助与支出
密西西比州在聯邦支出與聯邦稅收的比率方面，位居全美第二高。2005年，密西西比州居民每繳納1美元聯邦稅，便獲得約2.02美元的聯邦支出，居全國第二；而在1995年，該州每1美元稅收對應的聯邦支出為1.54美元，當時排名全國第三。此數據反映的是聯邦緊急事務管理署（FEMA）在卡崔娜颶風重創密西西比州後所提供的大量援助。自1981年至2005年期間，該州在聯邦支出與稅收比率上，始終都位列在全美的前四名。
密西西比州的部分聯邦支出用於維持州內主要的聯邦設施，例如謝爾比營（Camp Shelby）、史坦尼茲太空中心（John C. Stennis Space Center）、梅里迪恩海軍航空站（Meridian Naval Air Station）、哥倫布空軍基地（Columbus Air Force Base）與基斯勒空軍基地（Keesler Air Force Base）。其中三座設施位於卡崔娜颶風受災區域。

## 法律和政府

### 政府

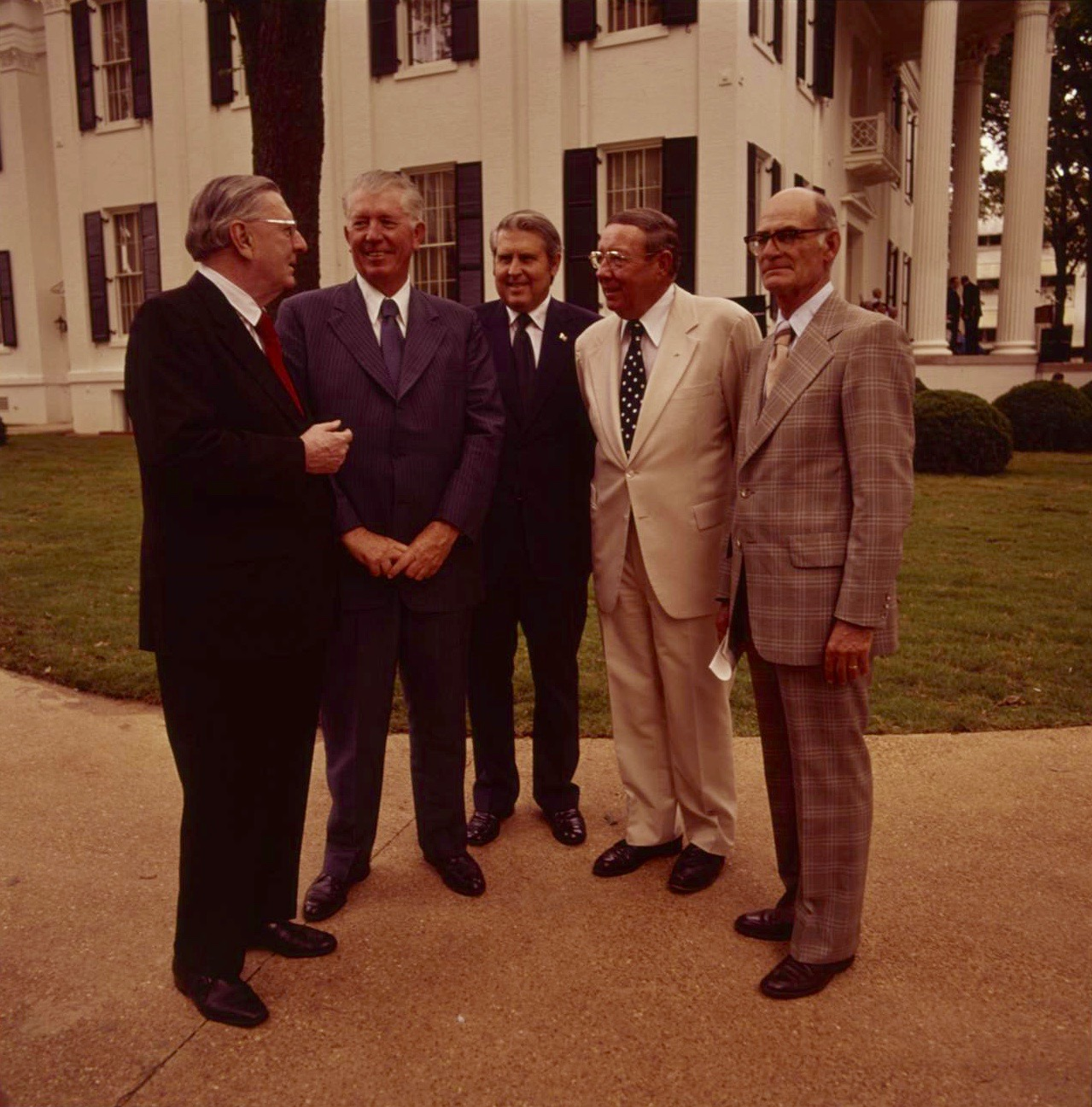
1976年，密西西比州的五位州長，由左至右：羅斯·巴奈特、詹姆斯·P·科爾曼、威廉·L·沃勒、約翰·貝爾·威廉斯與保羅·B·約翰遜二世

與美國其他州及聯邦政府一樣，密西西比州的政府體制採三權分立，分為立法、行政與司法部門。行政權由州長掌握，目前由共和党人泰特·里夫斯（Tate Reeves）擔任。副州長則由選民單獨選舉產生，目前由共和黨人戴爾伯特·霍斯曼（Delbert Hosemann）擔任。州長與副州長均為四年任期。與聯邦政府不同的是，密西西比州多數主要行政部門的首長由民選產生，而非由州長任命。两位聯邦參議院的参议员目前都是共和党籍。在2001年调整后，密西西比州在聯邦眾議院配有4席席位。
密西西比州為美國五個於單數年舉行全州公職選舉的州之一（其餘為肯塔基州、路易斯安那州、新澤西州與維吉尼亞州）。該州的選舉週期為每四年一次，時間為總統大選的前一年。
根據2020年一項研究，密西西比州被評為全美對選民最不友善的第四州。該州亦擁有全美最高的選舉權剝奪率，約有16%的非裔美國人選民被剝奪投票權。

### 法律
2004年，密西西比州選民通過州憲法修正案，禁止同性婚姻並拒絕承認其他州所認可的同性婚姻。該修正案以86%對14%的比率通過，為全美最高差距。2015年6月26日，美國最高法院在「奧貝格費爾訴霍奇斯案」（Obergefell v. Hodges）中裁定州級同性婚姻禁令違憲後，密西西比州同性婚姻才合法化。
2016年4月，州議會通過HB 1523法案，自同年7月起允許個人基於宗教信仰拒絕向同性伴侶提供服務。該法案引發爭議，並於同年7月遭聯邦法官封禁。但經上訴後，聯邦上訴法院於2017年10月又再次裁定法案合法。
密西西比州的人工流產墮胎法為全美最嚴格之一。2014年皮尤研究中心調查顯示，59%的密西西比州居民認為墮胎在所有或大多數情況下應屬非法，僅36%認為應屬合法。
密西西比州禁止難民庇護。該州同時保留死刑制度，首選執行方式為注射死刑。
根據密西西比州憲法第265條規定：「否認至高神存在者不得在本州擔任公職。」惟此宗教信仰限制於1961年美國最高法院「托卡索訴沃特金斯案」（Torcaso v. Watkins）中被裁定違憲。
密西西比州的槍枝管制法律為全美最寬鬆的聯邦州之一，該州大多數地點均開放攜帶手槍，且無須執照或背景調查。
2021年，美國最高法院在「瓊斯訴密西西比州案」（Jones v. Mississippi）中以6比3裁定，密西西比州允許對未成年人判處無期徒刑且不得假釋的法律並不違憲，法官無須另行評估該未成年犯是否具有改過可能性。

### 政治傾向

2016年總統選舉中各郡普選得票樹狀圖

密西西比州於1890年率先在美南制定選舉權剝奪型憲法，藉由提高選民登記門檻，使大多數非裔及貧困白人被排除於政治之外，至1960年代末期才逐步改善。自此州成為一黨主導體制，主要由支持貧困白人和農民的白人民主黨人掌控。儘管如此，州內仍有部分民主黨人反對選舉剝奪措施，並與仍存的少數共和黨人以及聯邦層級的共和黨人合作推動有利於他們的法案。
直到1965年《選舉權法案》通過及基層運動努力登記選民前，絕大多數非裔選民仍遭剝奪選舉權。1980年代，白人選民兩黨支持度相當。1990年代，白人選民逐漸轉向支持共和黨，先從聯邦層級開始，後擴展至州內選舉。

#### 州長選舉
2019年，有關密西西比州長選舉制度違反種族平等的聯邦訴訟挑戰1890年《密西西比選舉方案》，該方案要求候選人須同時獲得全州普選多數及州眾議院選區多數票方可當選。2020年，密西西比州選民以79%的多數通過公投廢除此規定。新法規定候選人只要取得全州過半選票即可當選；若無人過半，則由前兩名候選人進行決選。
這項條款源自1890年由「救贖派」建立的新憲法，意圖推翻重建時期的1868年憲法，屬吉姆·克勞法時代政策之一，旨在限制非裔在政治上的影響力。因為現今的州眾議院選區劃分使非裔選民被集中於少數選區，原規定被認為具有種族偏見。
2023年密西西比州長選舉為自2020年改革選制以來的首次選舉。在此之前，如無候選人同時獲得普選多數與眾議院選區多數，則由州眾議院在得票前兩名中選出州長，此機制僅於1999年啟用一次。此制度被喻為密西西比州版「選舉人團」，據密西西比歷史學會說法，其設計本質上即為白人至上主義的法律基礎與保障。至21世紀，由於州眾議院選區普遍偏向共和黨，舊制亦被視為有利共和黨候選人。

## 交通運輸

### 機場
密西西比州共有六座提供商業客運服務的機場，其中以位於州府傑克森的傑克森–埃弗斯國際機場（Jackson–Evers International Airport）最為繁忙。

### 公路

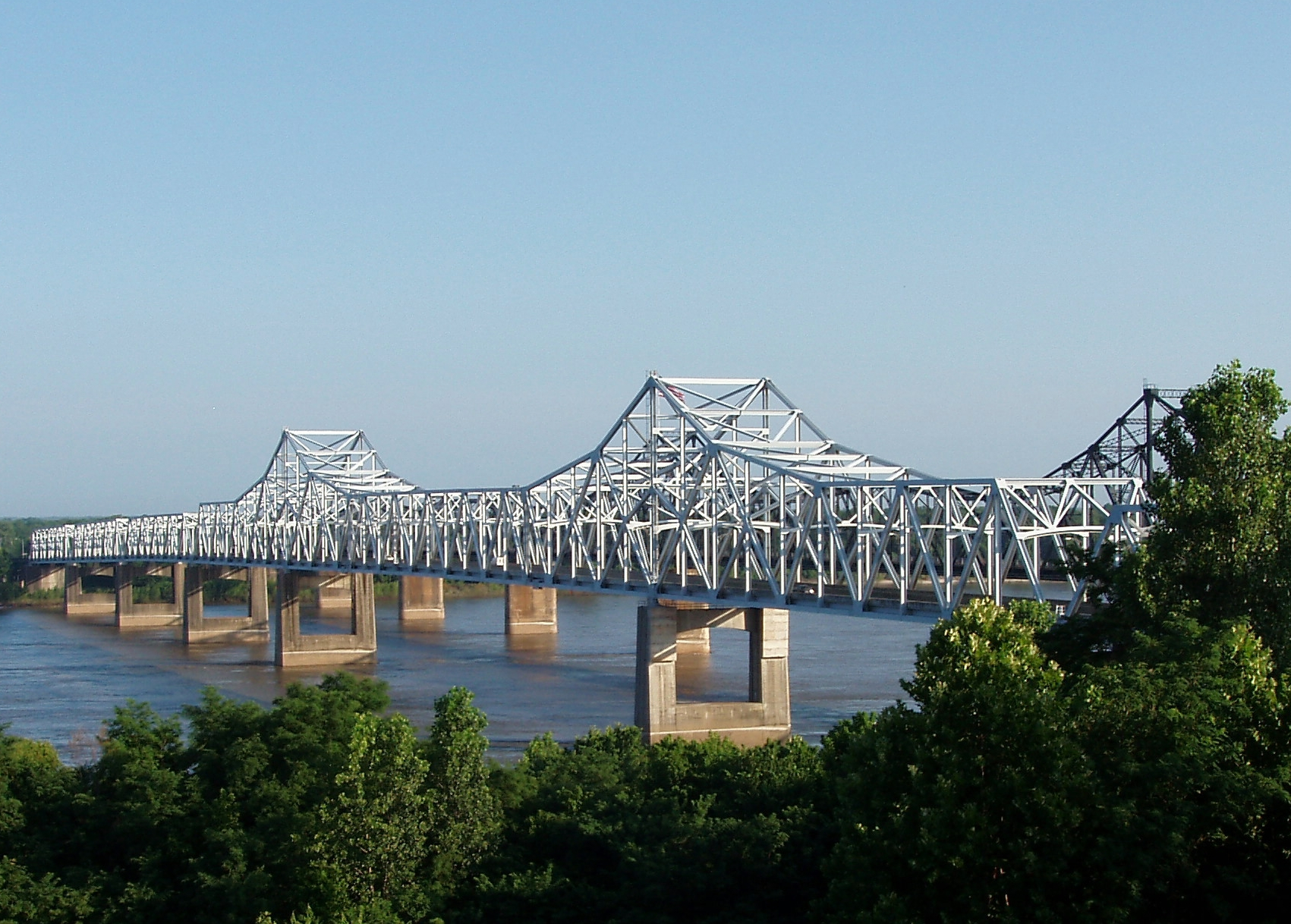
橫跨密西西比河的維克斯堡大橋，承載20號州際公路與80號公路通過維克斯堡。

密西西比州有9條州際高速公路，及14條主要的美國國道通過
註：密西西比州是全美唯一一個法律允許車內乘客飲用啤酒的州，但部分地方政府另有法律限制此行為。根據2018年統計，該州在美國各州中酒駕致死率排名第八。

#### 洲際高速公路
- 10號州際公路
  - 110號州際公路
- 20號州際公路
  - 220號州際公路
- 22號州際公路
- 55號州際公路
- 59號州際公路
- 69號州際公路
  - 269號州際公路

#### 美國國道
- 11號美國國道
- 45號美國國道
- 49號美國國道
- 51號美國國道
- 61號美國國道
- 72號美國國道
- 78號美國國道
  - 278號美國國道
- 80號美國國道
- 82號美國國道
- 84號美國國道
- 90號美國國道
- 98號美國國道
- 425號美國國道

此外，全州亦設有州級公路系統。

### 鐵路

#### 客運
美鐵（Amtrak）在密西西比州提供兩條定期客運列車服務路線，分別為「新月號」與「新奧爾良城市號」。在2005年卡崔娜颶風重創前，「日落特快」曾橫貫密西西比州南部，該路線始於加州洛杉磯，終點為佛羅里達州。雖然新奧爾良至亞拉巴馬州莫比爾間的路段已獲准恢復營運，但實際服務重啟時間仍持續延後。

#### 貨運
美國六家一級鐵路公司中，除聯合太平洋鐵路（Union Pacific）外，其他皆在密西西比州提供服務：
- 加拿大國家鐵路（Canadian National Railway）之子公司伊利諾伊中央鐵路（Illinois Central Railroad）負責南北向運輸；
- BNSF鐵路公司（BNSF Railway）擁有一條貫穿州北部的西北—東南向主線；
- 加拿大太平洋堪薩斯城鐵路（Canadian Pacific Kansas City Southern Railway）於該州中部提供東西向運輸，並沿阿拉巴馬州邊界提供南北向運輸；
- 諾福克南方鐵路公司（Norfolk Southern Railway）則在密西西比州最北與東南部提供服務；
- CSX運輸公司（CSX Transportation）則營運一條沿墨西哥灣海岸的路線。

### 水運

#### 主要海港
帕斯卡古拉港（Port of Pascagoula）是密西西比州規模最大的港口，在全美外貿貨物吞吐量中名列前25名之內。該港位於密西西比州東南海岸，是一座全方位服務的深水港，設有現代化設施，能處理來自世界各地的貨物。港區由帕斯卡古拉河港（Pascagoula River Harbor）與巴尤卡索特港（Bayou Casotte Harbor）兩大港口組成，涵蓋多個公營與私營碼頭，每年經由其航道處理的貨物總量達3,200萬噸。
此外，密西西比州還用另外兩個重要港口，分別為灣岸港（Port of Gulfport）與比恩維爾港（Port Bienville）。

#### 主要河流
- 密西西比河（Mississippi River）
- 大黑河（Big Black River）
- 帕斯卡古拉河（Pascagoula River）
- 珍珠河（Pearl River）
- 田納西–湯比格比水道（Tennessee–Tombigbee Waterway）
- 亞祖河（Yazoo River）

#### 主要水域

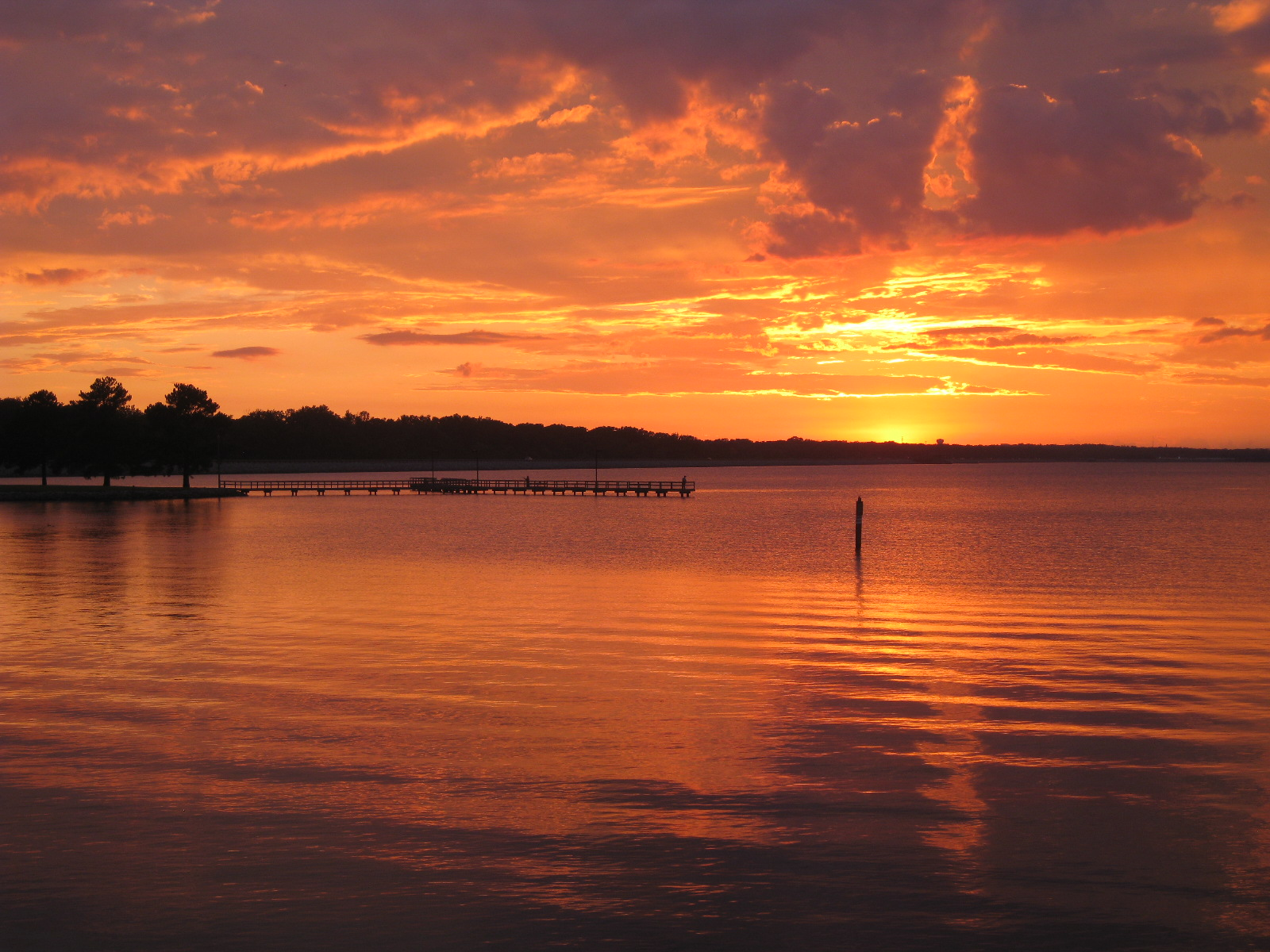
夕陽下的羅斯·巴奈特水庫

- 阿卡布特拉湖（Arkabutla Lake），水面面積19,550英畝（79.1平方），由美國陸軍工程兵團維克斯堡區管理建造。[182]
- 海灣泉湖（Bay Springs Lake），水面面積6,700英畝（27平方） ，岸線長達133英里（214），由美國陸軍工程兵團建造與管理。
- 格林納達湖（Grenada Lake），水面面積35,000英畝（140平方），於1954年啟用，由美國陸軍工程兵團維克斯堡區管理。[183]
- 羅斯·巴奈特水庫（Ross Barnett Reservoir），水面面積33,000英畝（130平方），以密西西比州第52任州長羅斯·巴奈特命名，於1966年啟用，由州政府機構珍珠河流域供水局（Pearl River Valley Water Supply District）建造與管理，為傑克森市提供用水。
- 薩迪斯湖（Sardis Lake），水面面積98,520英畝（398.7平方），於1940年10月啟用，由美國陸軍工程兵團維克斯堡區建造與管理。[184]
- 伊尼德湖（Enid Lake），水面面積44,000英畝（180平方），由美國陸軍工程兵團建造與管理。

## 教育
詳見密西西比州學院和大學列表

## 职业运动队

### 棒球
- 小聯盟
  - 密西西比勇士（Mississippi Braves，2A級南方聯盟，母隊：亞特蘭大勇士）

## 大学运动队

### 美式足球
- NCAA
  - University of Mississippi (Ole Miss)
  - Mississippi State University
- NCAA Division III
  - Mississippi College (Choctaws)

### 篮球
- NCAA
  - Mississippi State University
  - University of Mississippi (Ole Miss)
  - University of Southern Mississippi
  - Mississippi College (Choctaws)

## 有名的政治和公眾人物
- 威廉·福克纳 （1897－1962）：小說家、詩人和劇作家，美國文學史上最具影響力的作家之一，意識流文學的代表人物
- 埃尔维斯·普雷斯利（1935－1977）：歌手、音乐家和电影演员，被视为20世纪中最重要的文化标志性人物之一，也被称为“摇滚乐之王”（the King of Rock and Roll）
- 田纳西·威廉斯（1911－1983）：劇作家，代表作是《慾望号街車》
- 理查德·赖特（Richard Wright）（1908－1960）：作家
- 约翰·格里森姆（John Grisham）（1955－）：作家
- 布莱特·法佛 (Brett Favre)：橄榄球运动员
- 华特·培顿（Walter Payton）：橄榄球运动员
- David Banner：说唱歌手、唱片制作人
- Medgar Evers：民权活动家
- Robert L. Johnson：企业家、媒体大亨
- Sam Chu Lin：记者